# Профиль человека

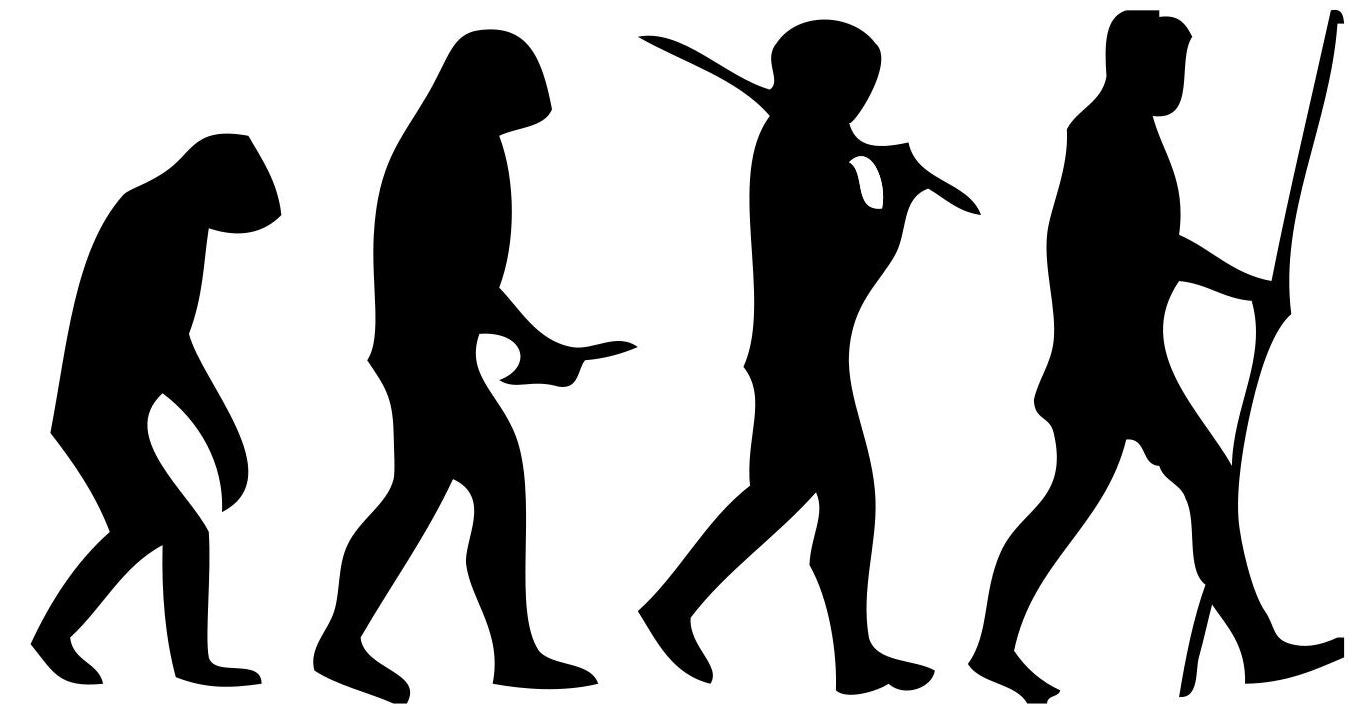
Профильные силуэты фигур человека и обезьян на иллюстрации эволюции человека

Профиль (фр. profil, от лат. fīlum — нить) — положение головы или (реже) фигуры вполоборота от зрителя, так, что видна одна только половина, находящаяся по ту либо другую сторону оси симметрии человеческого тела.
Поскольку при таком положении теряются специфические детали, но остаётся общее впечатление, часто используется с мемориальной целью на монетах, гербах, и т. д.
Как синоним слова «профиль» используется слово «силуэт», однако это не всегда справедливо, так как силуэт может изображать человека в совершенно любом ракурсном повороте.

## Использование
Изображения человека строго фронтально (в фас и профиль) являются ракурсами, минимально искажающими его внешность, поэтому именно с таких точек съёмки под прямым углом издавна делаются снимки в следственных делах — эта система была предложена Бертильоном (бертильонаж), которая и ныне применяется вместе со снятием отпечатков пальцев. 

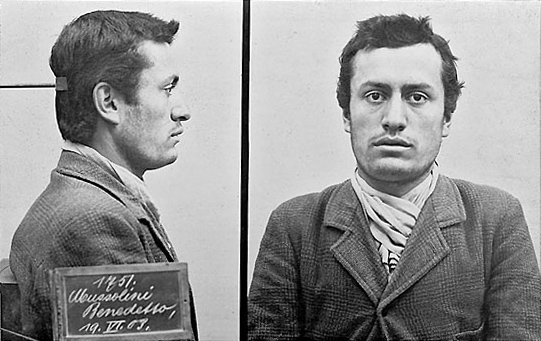
Бенито Муссолини, фото из полицейского досье (1903)

 Фотографирование по правилам сигналетической (опознавательной) фотосъёмки (общий вид, фас и оба профиля) и в наше время предусмотрено законодательством РФ для установления личности граждан, портретной экспертизы. Сигналитическая фотография предпочитает правый профиль. При подаче заявления о пропаже человека также рекомендуется подобрать фотографии, на которых пропавший изображён анфас и в профиль. Особую ценность при такой фотосъёмке имеет документация формы ушных раковин, всегда уникальных по форме, поэтому при подобной профильной съёмке их нельзя закрывать волосами. Также снимки делаются без головного убора.

При опознавательной съёмке голова должна занимать такое положение, при котором воображаемая горизонтальная линия, проходящая через наружные углы глаз, должна примерно совпадать с границей между верхней и средней третями каждой из ушных раковин (из инструкции).

Аналогичные парные снимки применяются скульпторами при подготовительных работах к созданию портретных изображений.
Монеты с профильными изображениями используются учёными для идентификации безымянных портретных бюстов, например, древнеримских.

## Виды профилей
Бывает левый профиль и правый профиль — в зависимости от направления поворота лица. В фотографии для удобства приняты следующие обозначения угла поворота модели — помимо стандартного профиля есть приходящий профиль (кончик носа выходит за очертания щеки, при этом нос закрывает глаз) и уходящий профиль.
В русском языке используется в нескольких устоявшихся словосочетаниях.

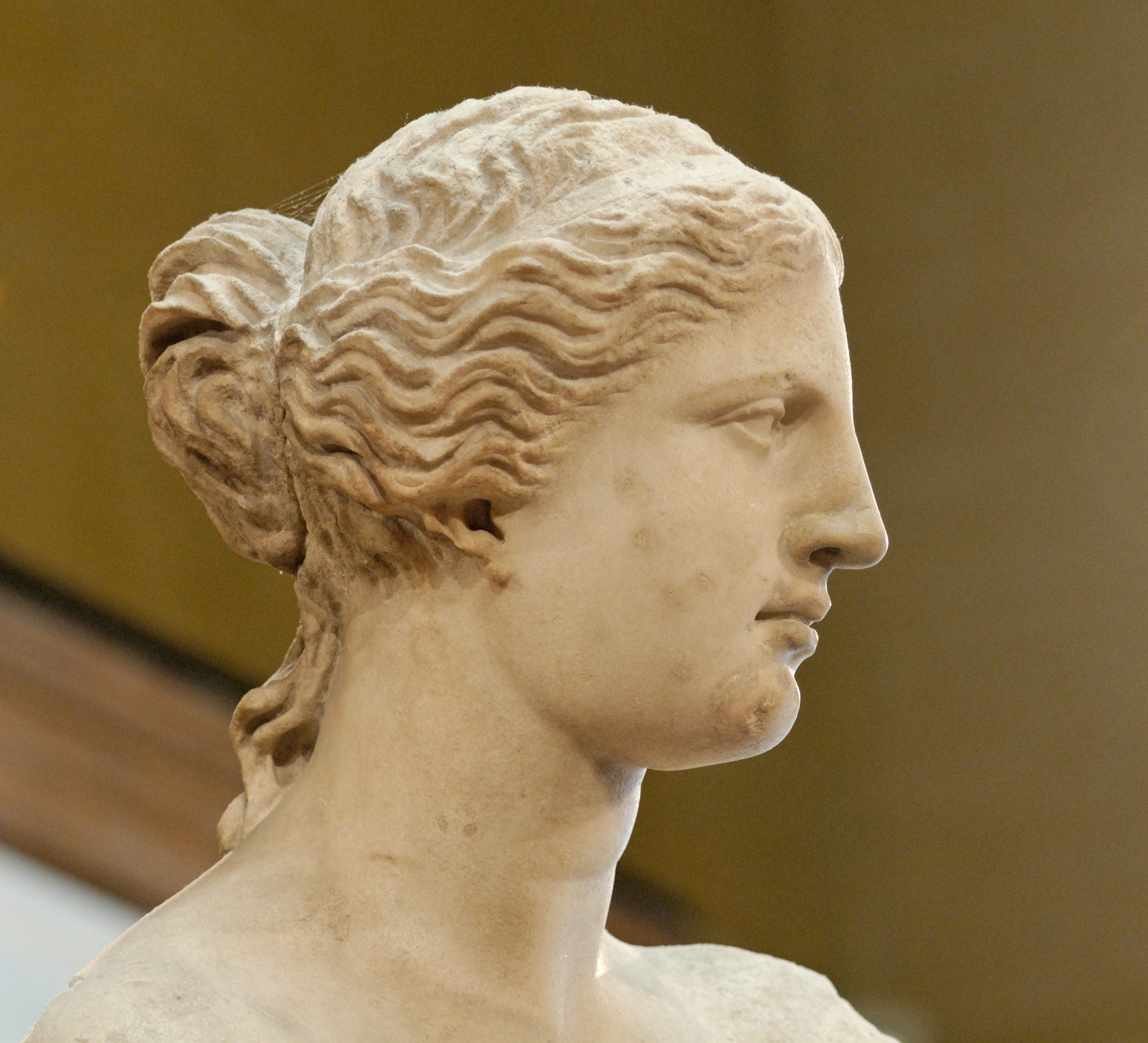
Греческий профиль (классический, античный)  — единая линия лба и носа
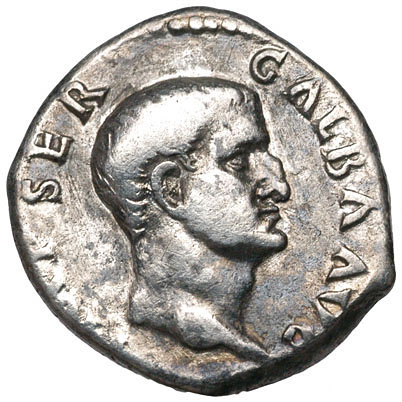
Римский профиль (орлиный) — с крючковатым носом
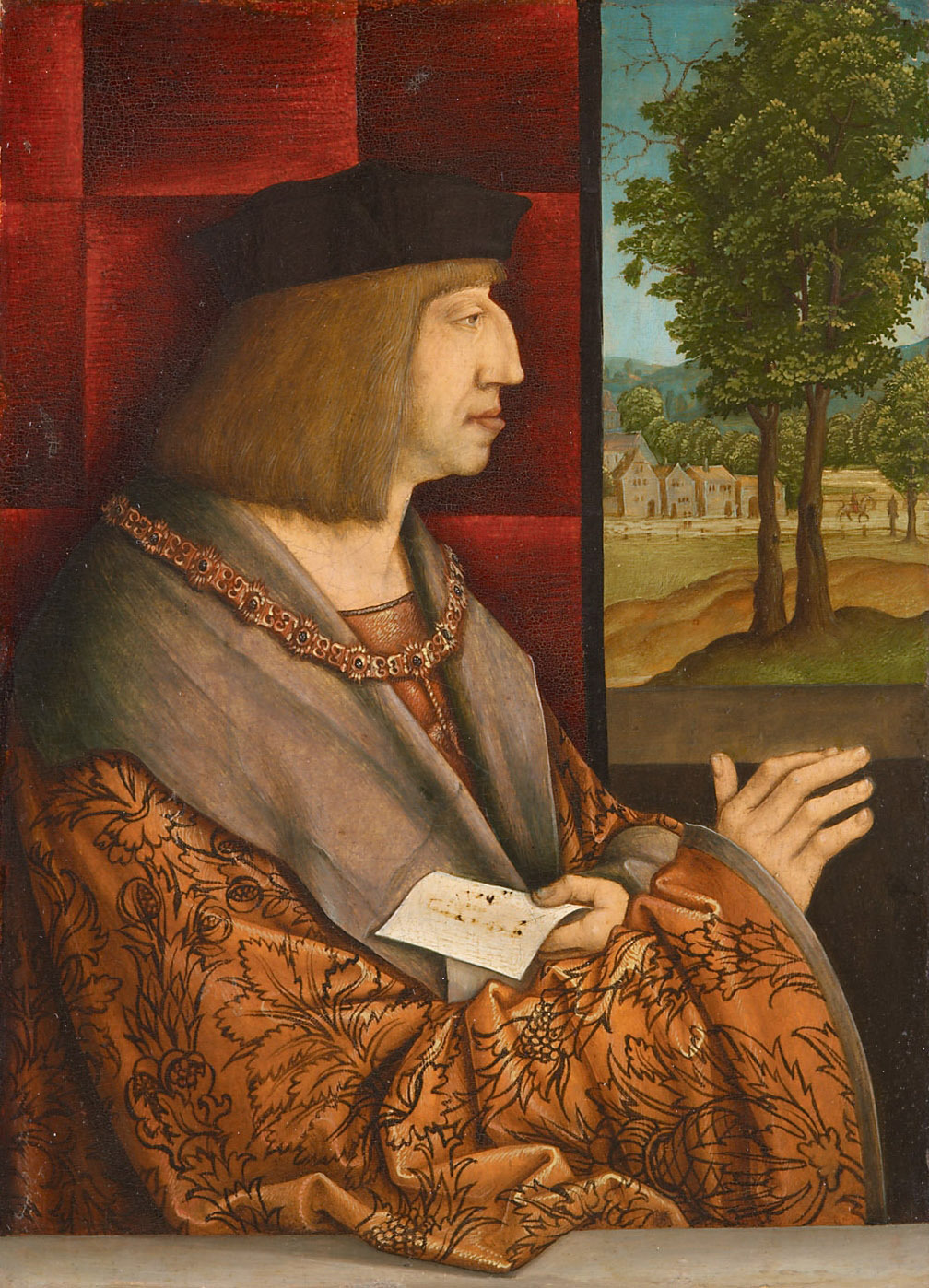
Габсбургский профиль — с выдающимся носом, глазами навыкате, пухлыми губами и необычным подбородком
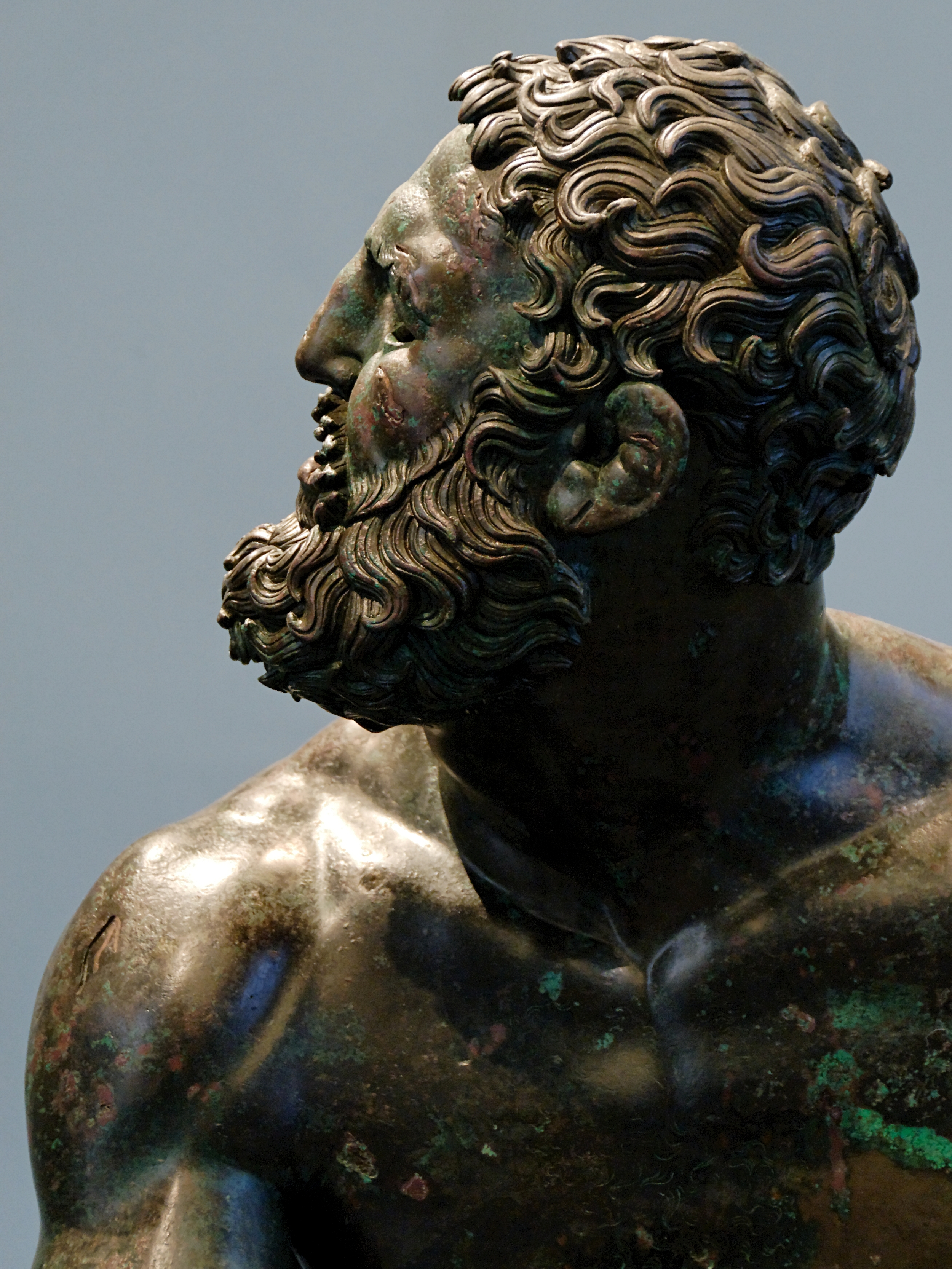
Боксёрский профиль — с переломанным носом, прижатыми или переломанными ушами, иногда с низким лбом
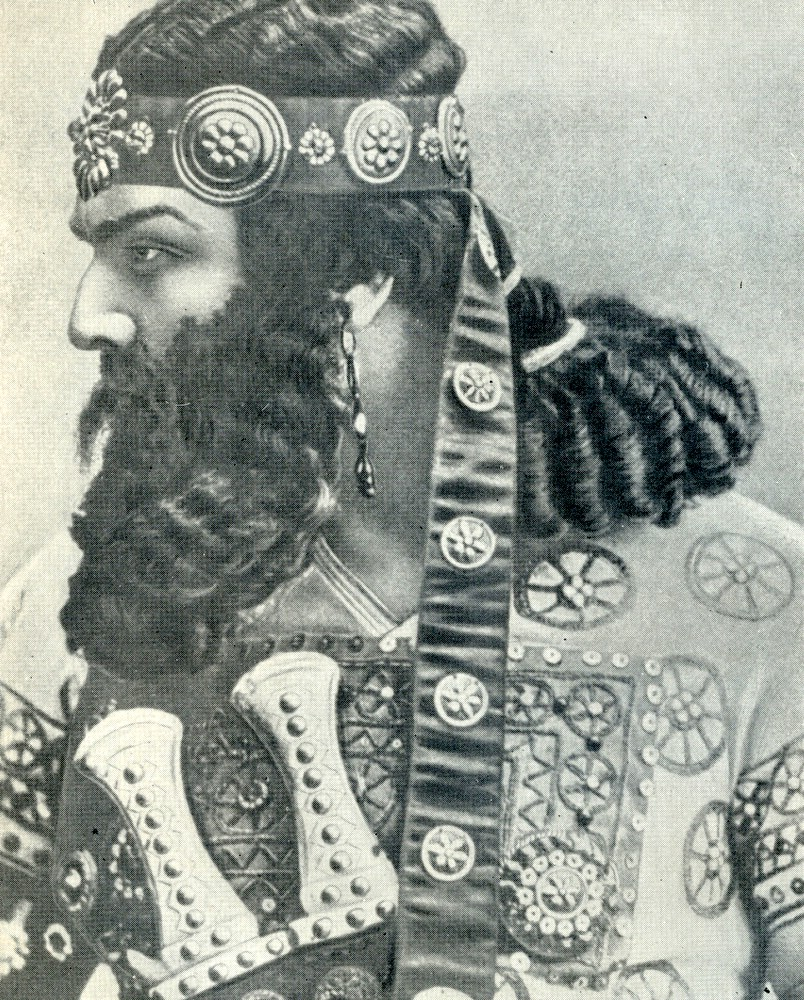
Ассирийский профиль — с густой кудрявой чёрной бородой и крупными миндалевидными карими глазами

## Профиль в истории изобразительного искусства

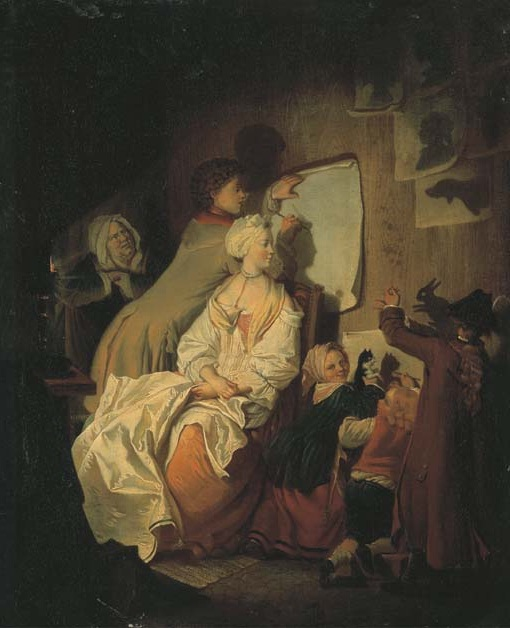
Иоганн Элеазар Цейссиг. Происхождение картины: семья рисует «китайские тени». XVIII в.

Профильное изображение предполагает определённую форму идеализации модели, напоминая об античных камеях или римских медалях. Профильный портрет — одна из древнейших форм изобразительного искусства , поскольку для его создания требуется меньше навыков рисования — человека во многих случаях легче изобразить, обводя контур его тени на стене или специальном экране.
О таком способе, в частности, на заре истории искусства рассказал Плиний Старший в «Естественной истории»:

 Лепить из глины портретные изображения первым придумал гончар Бутад из Сикиона, в Коринфе, благодаря дочери: влюблённая в юношу, она, когда тот уезжал в чужие края, обвела тень от его лица, падавшую на стену при светильнике, линиями, по которым её отец, наложив глину, сделал рельеф и, когда он затвердел, подверг обжигу вместе с прочими глиняными изделиями 
Эту историю по имени гончара называют «Легендой Бутада». Примечательно, что Плиний излагает эту историю после пространных рассуждений на многих страницах о происхождении и развитии искусства живописи с упоминанием всех известных ему имён художников, о знаменитых картинах, об энкаустике, окраске и росписи тканей, а происхождение рисунка (в данном случае контурной линии) связывает с лепкой из глины и гончарным искусством (в оригинальном тексте: typus — очерк, отпечаток, форма). Такая связь отражает действительную нераздельность (синкретизм) разных видов искусства (в широком значении слова): гончарного и иного ремесла с рисованием и лепкой, свойственную архаическим стадиям развития культуры. Характерно также упоминание Сикиона, откуда были родом многие знаменитые художники, но действие перенесено в Коринф, что отражает историческое соперничество двух городов, где были собственные художественные школы. Многие исследователи считают, что Бутад — историческое лицо, гончар, который жил и работал в VII или VI в. до н. э..
Историк портрета А. А. Карев, цитируя этот отрывок, пишет, что хотя Плиний не говорит прямо ни о том, что изображение было именно профильным, ни о его мемориальной цели, однако то и другое из текста очевидно. «Эти мемориальные качества профильного изображения как в скульптуре, так и в других видах изобразительных искусств (силуэт, например) не только не иссякли за его многовековую историю, но и во многом расширились». Как указывают исследователи надгробных памятников, «профиль психологически воспринимается как нечто отдалённое от реальности, уже готовое „отойти к вечности“, тогда как прямой взгляд, устремлённый с надгробия на зрителя, воспринимается как приглашение к некоему духовному собеседованию» — поэтому фас и встречается в рельефах надгробий намного реже.
При создании портретов использование профиля, как говорил художник Кузьма Петров-Водкин, является путём наименьшего сопротивления, облегчающим способом рисования, позволяющим быстро добиться похожести.

### Древний мир
Именно профильные и силуэтные изображения животных и людей преобладают в искусстве наскальных рисунков и росписей эпохи Каменного века. Древний Египет выработал сложный канон наиболее характерного изображения человека (или зооморфной фигуры), при которой голова изображалась в профильном развороте, а тело в фас. Аналогично изображались фигуры в искусстве майя, ассирийском искусстве, ранней форме древнегреческого искусства — древнегреческая вазопись, и других.
Чёткий рисунок профиля, в отличие от фаса, делал его удобным для чеканки по металлу. Профильные изображения животных (символов богов или племён), а позже людей чеканятся на монетах начиная с Лидийского царства (где в 6 в. до н. э. впервые были отчеканены деньги). Появляется обычай чеканить профили монархов, сохраняющийся по сей день.

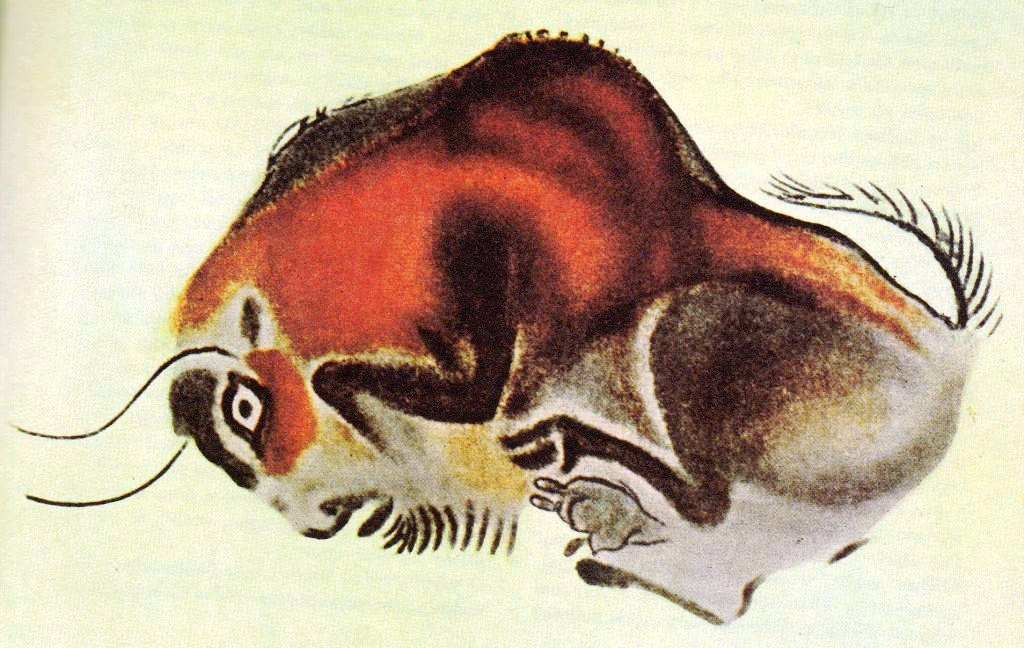
Бизон, пещерная роспись Альтамиры (15—10-е тыс. до н. э.)
Древнеегипетская фреска (1552—1069 гг. до н.э.)
Древнегреческая вазопись. (480-470  гг. до н. э.)
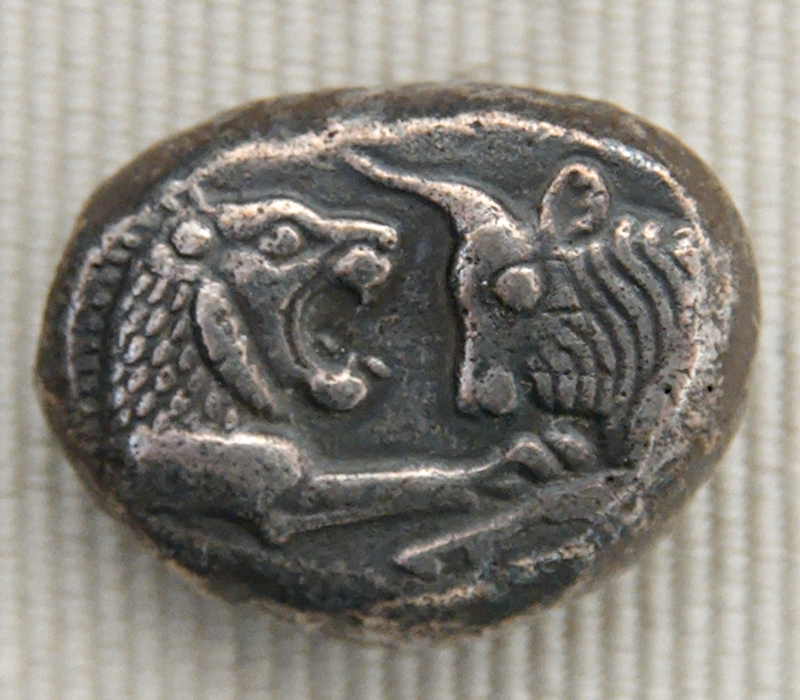
Монета лидийского царства (561-545 гг. до н.э.)
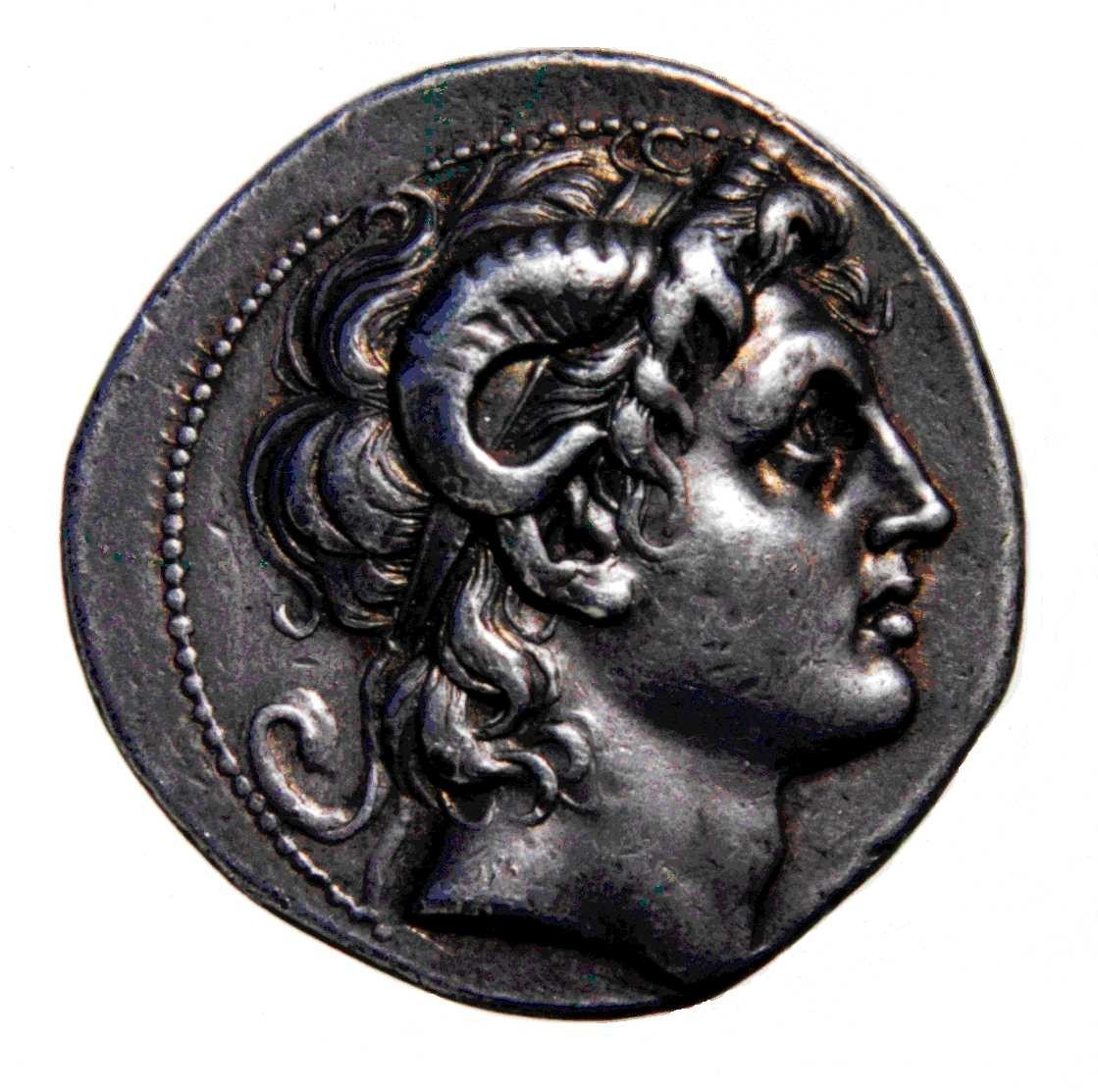
Александр Македонский, эллинистическая монета (242-1 гг. до н.э.)

### Античность
В античности, активно пользовавшейся техникой скульптуры, рельефный профиль использовался во многих вариациях. Однако высокие мемориальные качества профильного изображения приводили к тому, что он был популярен в монетах, медалях, резных камеях и инталиях, а также в надгробных стелах. Тогда же в Греции в искусстве появляется идеальный греческий профиль (единая линия лба и носа), сконструированный по канонам красоты. Древние римляне для своих портретов и изображений родственников предпочитали круглые скульптурные бюсты и статуи, сохранив за профильными изображениями почётное употребление для императоров на монетах, медалях и проч.

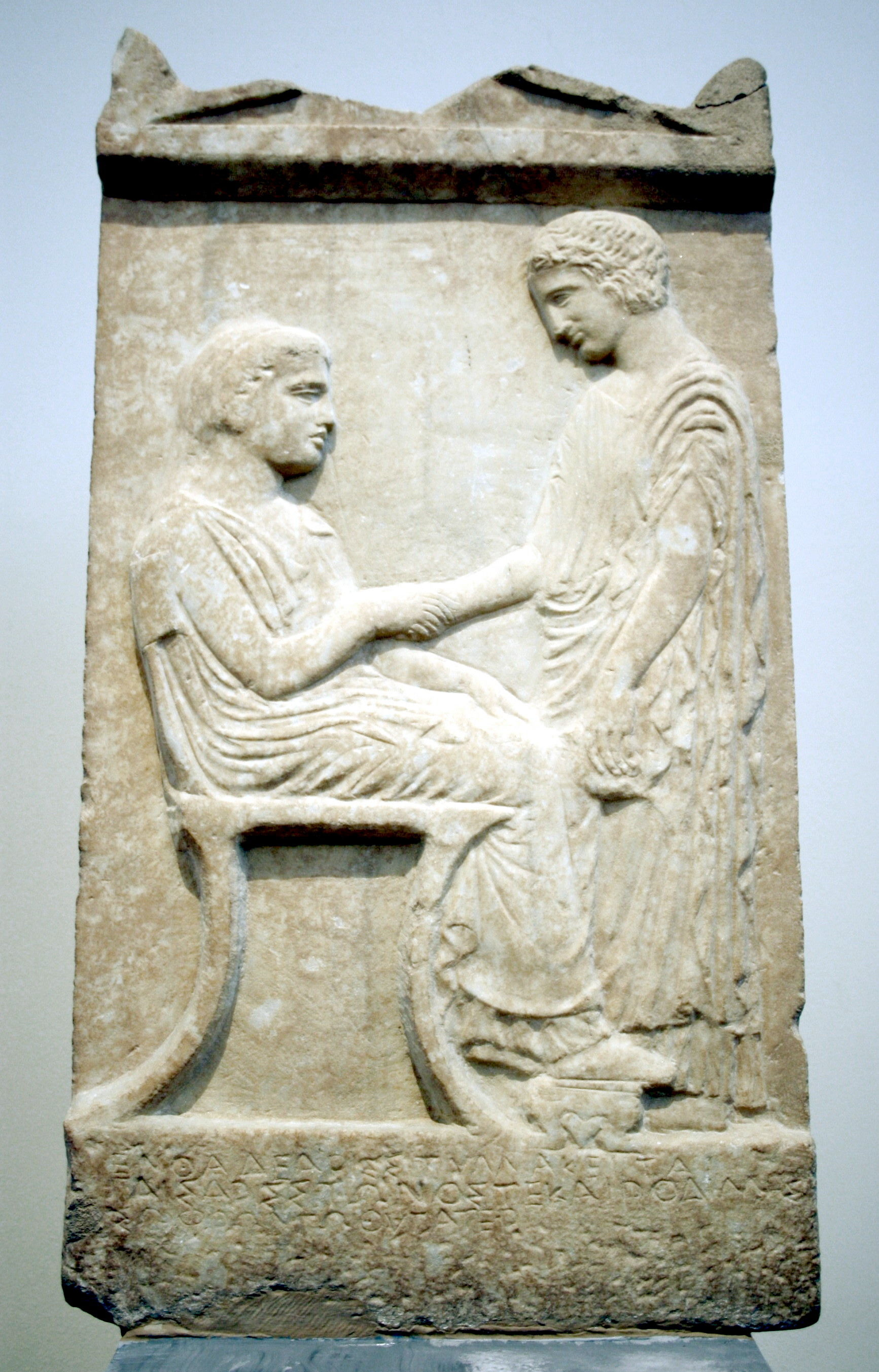
Надгробная стела, Афины (ок. 420 до н.э.)
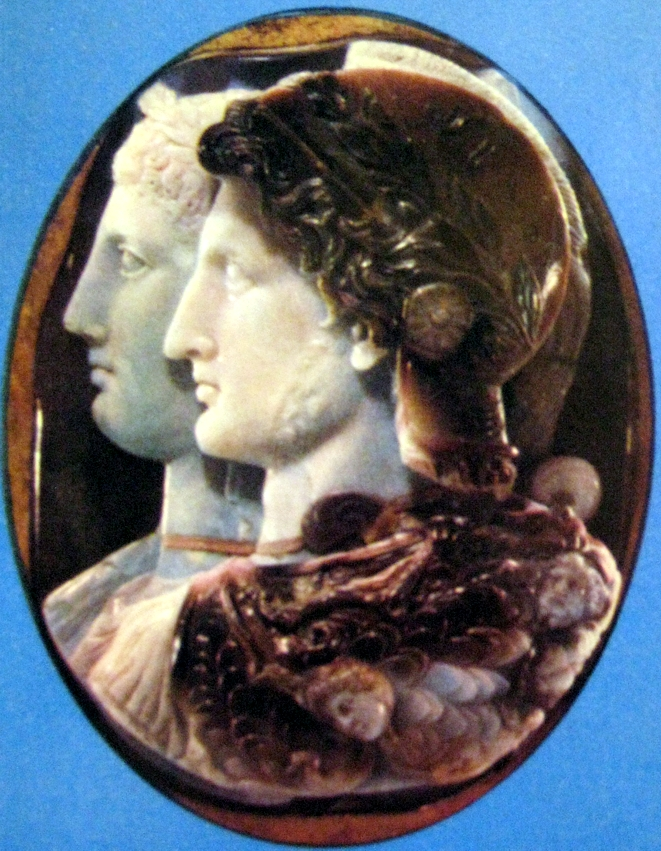
Эллинистическая Камея Гонзага (III в. до н. э.)
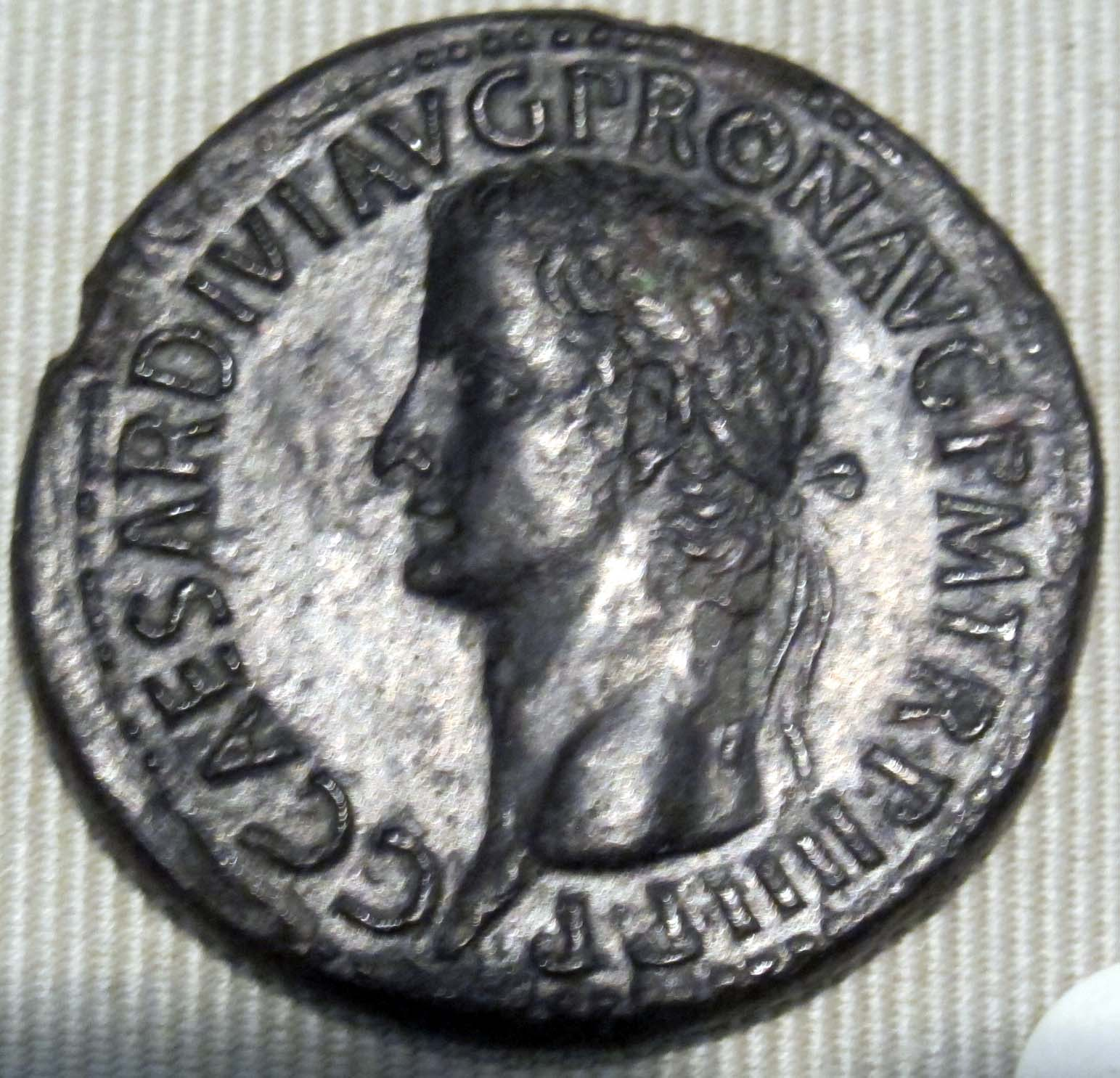
Император Калигула, древнеримская монета (40-41 гг. н.э.)
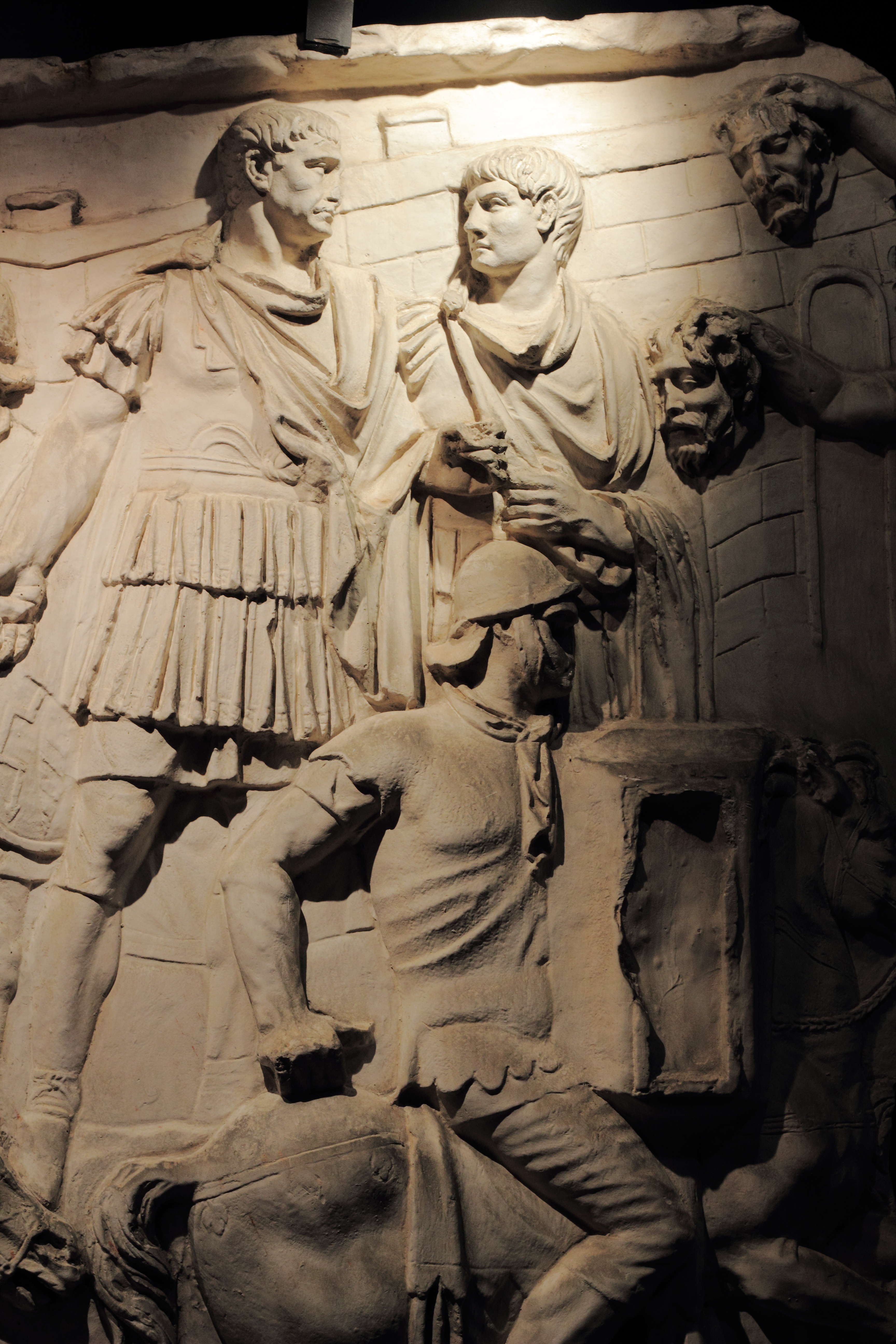
Император Траян, Колонна Траяна (113 г. н.э.)

### Средневековье
По мере упадка Римской империи искусство становится всё более «варварским», что видно и по качеству чеканки профиля на монетах. Портрет Средневековья, который вообще не руководствовался принципами сходства, отводит профилю резко второстепенную роль, предпочитая фас даже на монетах.
Фас (положение «глаза в глаза») более удобен для изображения духовного, спиритуалистического, которое становится главным содержанием средневекового искусства. Бога и других священных персон в профиль не изображают — «фронтальность связана с необходимостью контакта между почитаемым изображением и молящимся зрителем, которая определяется самой прагматикой иконы; в то же время те фигуры, которым молящийся не должен поклоняться и с которыми он не должен иметь контакта, не обращены к нему (и, в частности, могут быть повёрнуты в профиль)».

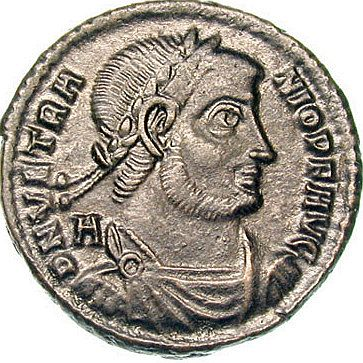
Констанций II, римская монета (4 в. н.э.)
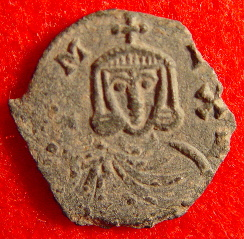
Фас на монетах: Михаил I Рангаве, византийская монета (810-е гг.)
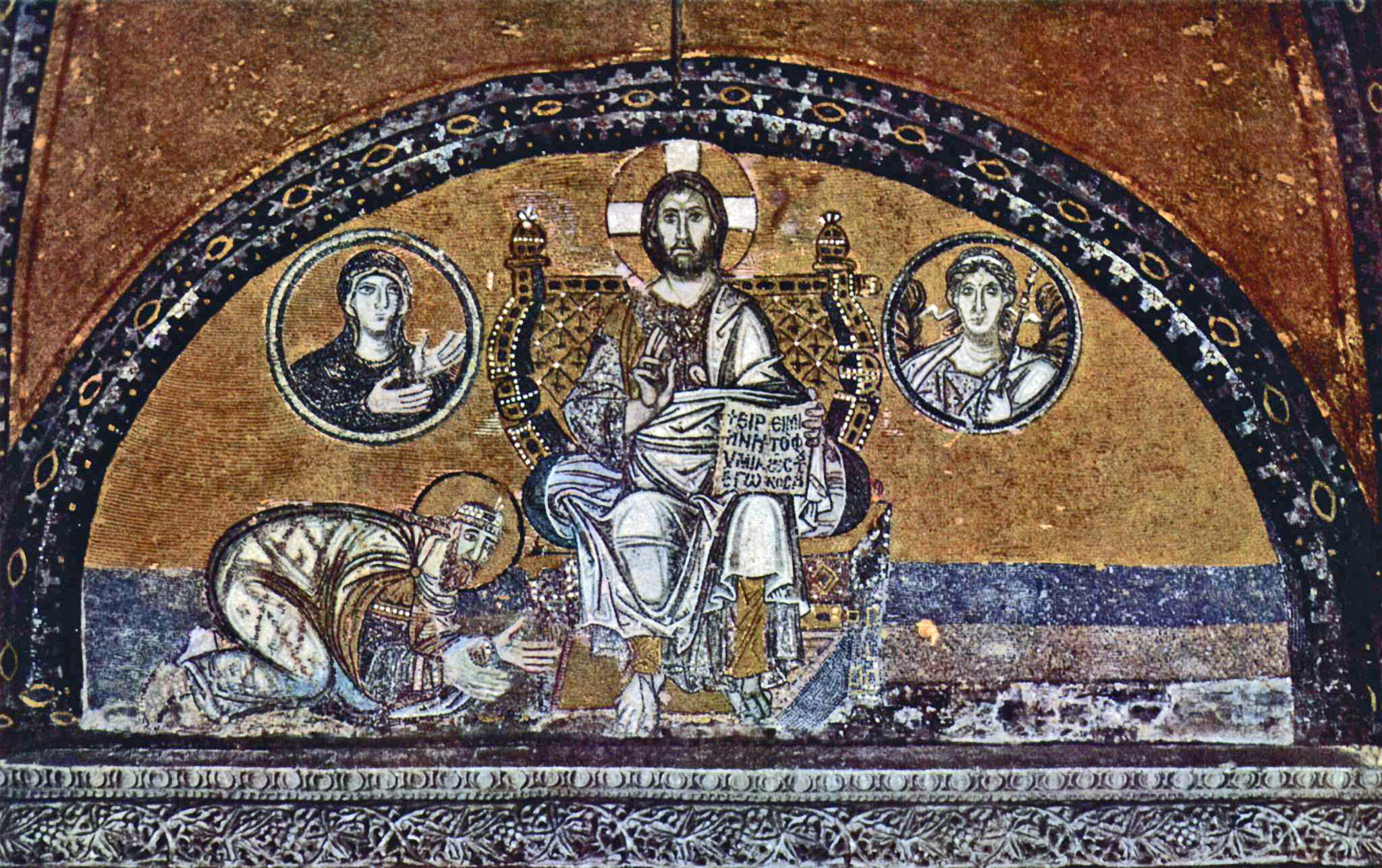
Мозаика в Соборе св. Софии в Константинополе с изображением императора у ног Богородицы (IX век)
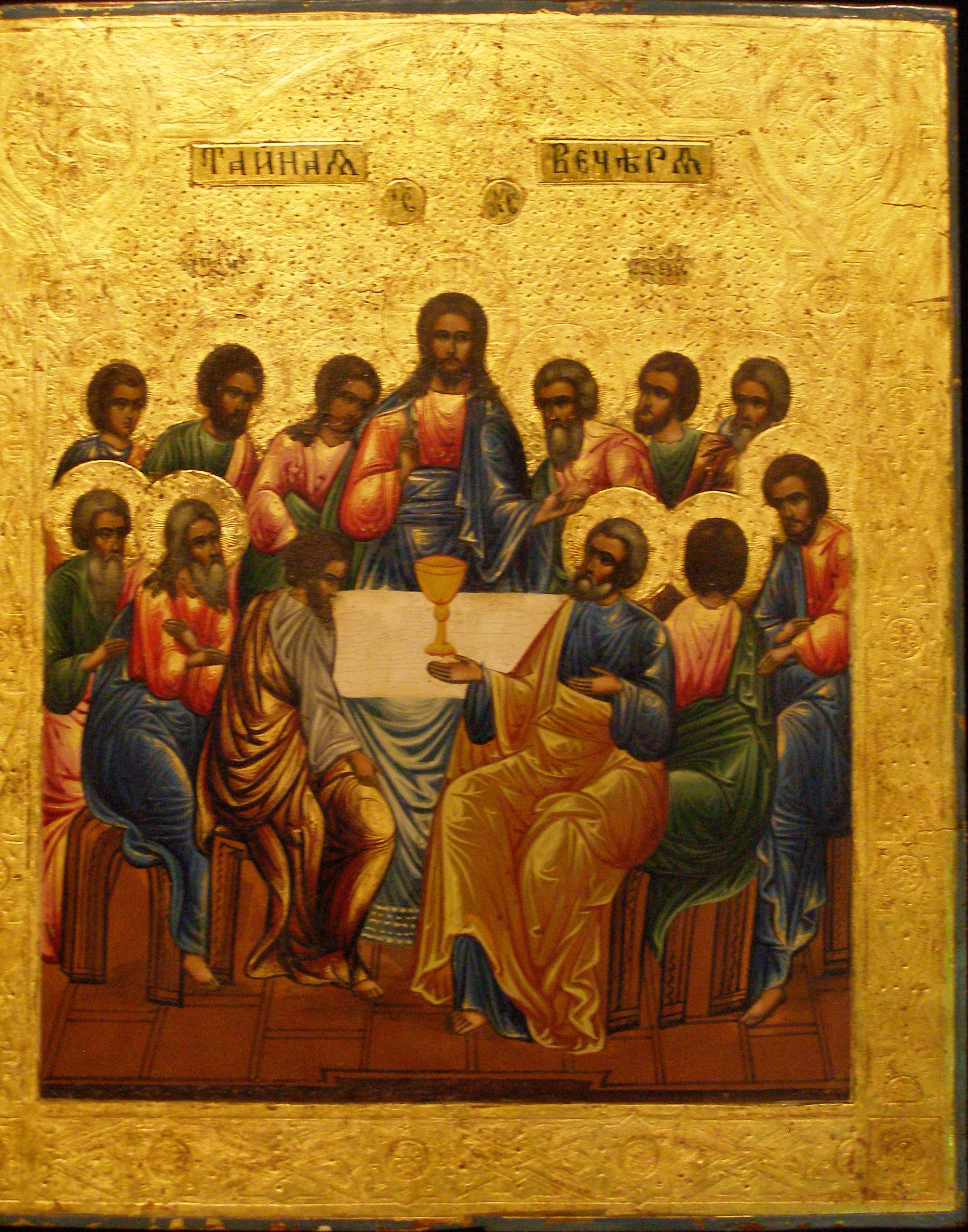
Тайная вечеря, икона (XIX век)

В иконописи (византийской и русской) и раннеитальянской живописи профильное изображение встречается относительно редко. Оно «может появляться как в случае незначительности изображаемой фигуры, так и в том случае, когда эта фигура является на периферии изображения. (…) В западноевропейском средневековом искусстве профильное изображение может иметь значение карикатуры (…) и использоваться, соответственно, при изображении отрицательных персонажей, демонических фигур или малозначительных людей; в других случаях оно служит для того, чтобы подчеркнуть значимость фигуры, представленной фронтально». Таковы изображения бесов, а также Иуды в композициях «Тайной вечери»: он обычно единственный из апостолов, который изображается в профиль. (Однако в других композициях прочие апостолы также могут быть написаны в профиль, так как это компромиссная позиция между поворотом лица к Христу и к зрителю).
Постепенно изображение реального человека возвращается в искусство, а профиль возвращается в портрет — в первую очередь, это были маленькие коленопреклонённые фигурки с руками, сложенными в молящемся жесте, у ног какого-либо святого. Это были изображения жертвователей (т. н. ктиторские или донаторские портреты). Донаторы изображались коленопреклонёнными и молящимися, обычно строго в профиль; мужчины — по правую руку от Мадонны или святого, а женщины — по левую; часто в сопровождении своих тезоименных святых покровителей.

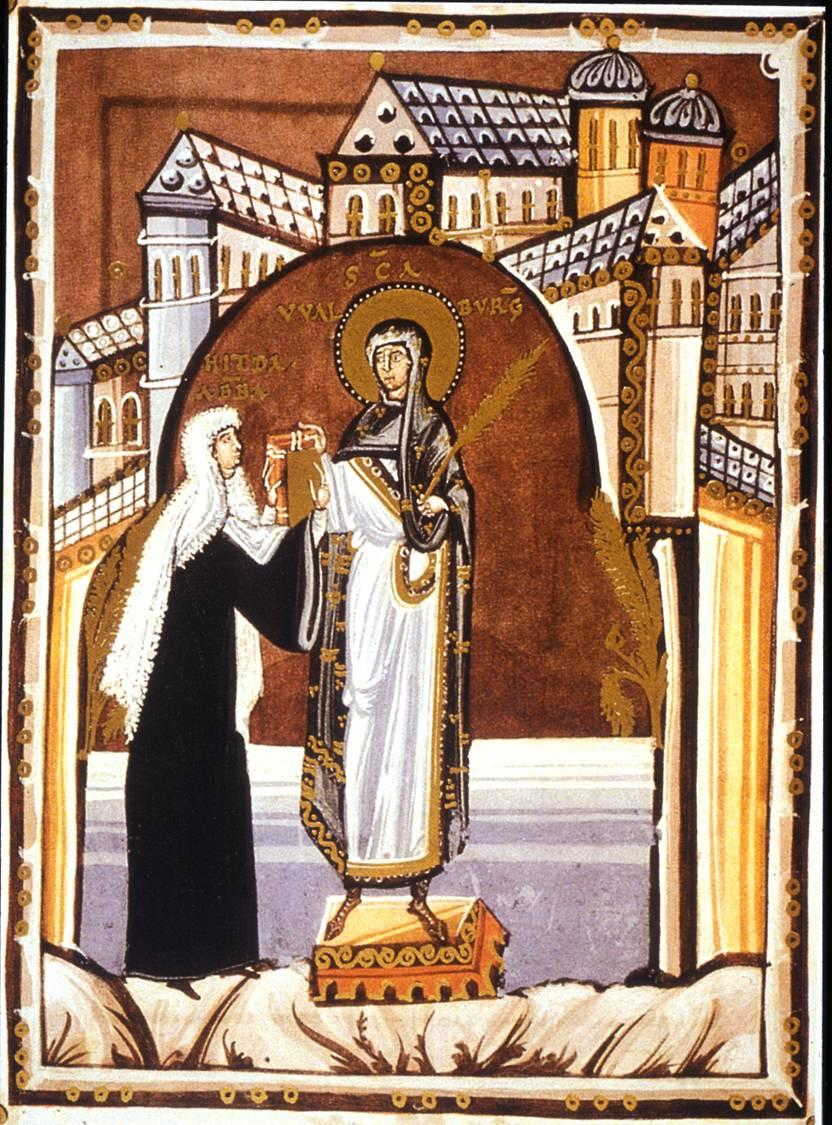
Hitda Codex, аббатиса преподносит евангелие святой (1000-1020 гг.)
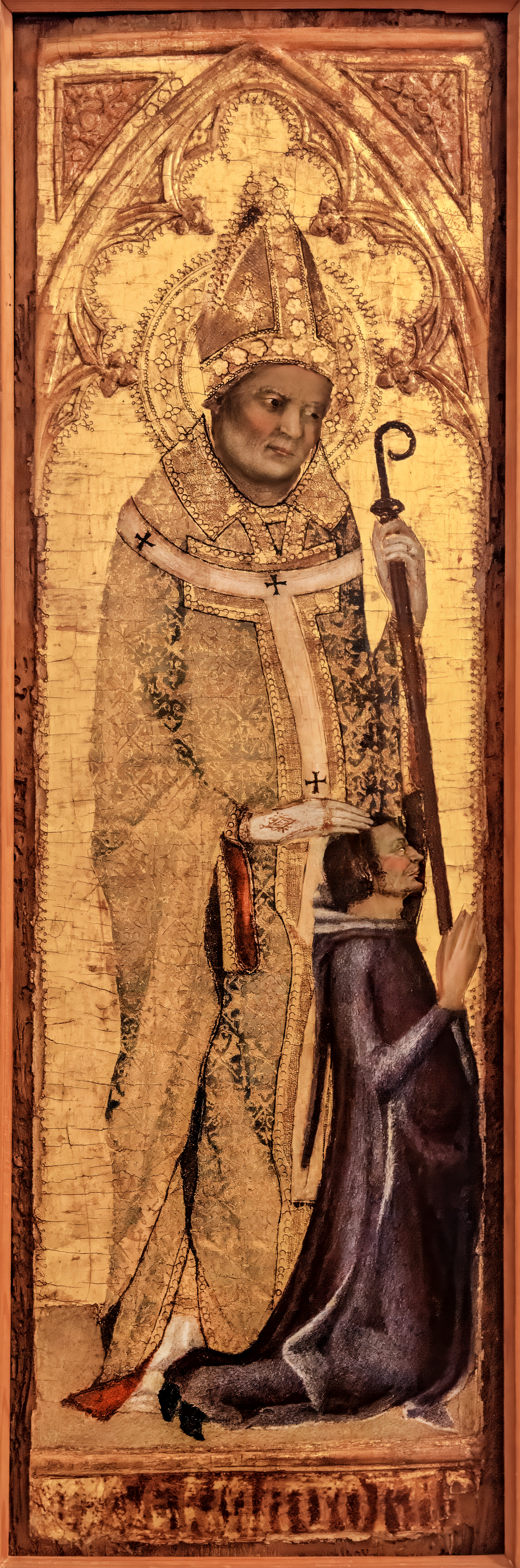
Маттео Джованнетти. «Св. Гермагор с донатором». 1345.
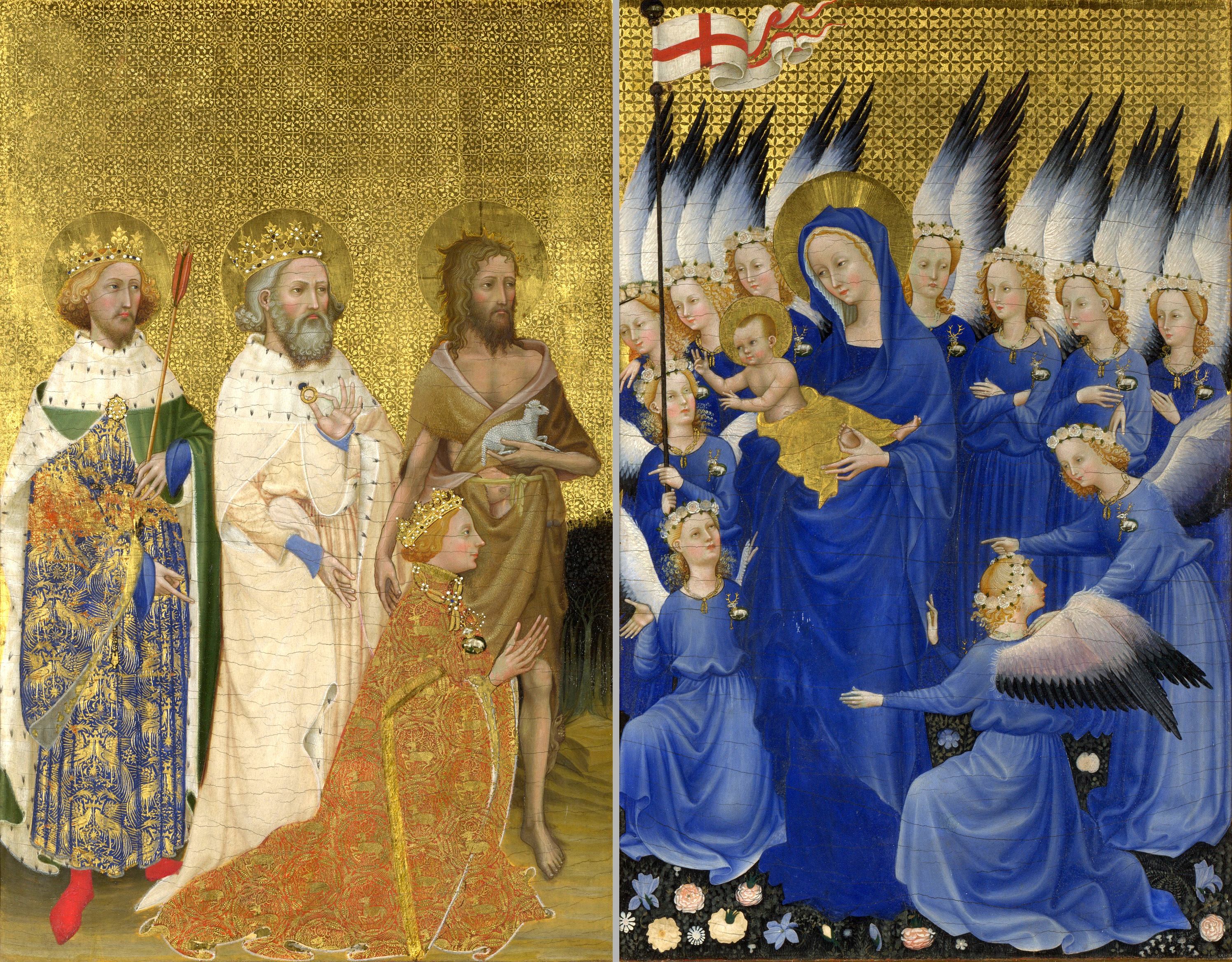
«Уилтонский диптих»: король Ричард II со свв. Эдмундом Мучеником, Эдуардом Исповедником и Иоанном Крестителем предстоят перед Мадонной (около 1395)

Наконец, профильные портреты обособляются из религиозных картин. Одной из ключевых работ-предтеч называют ещё донаторский портрет эпохи проторенессанса — произведение Симоне Мартини «Коронование Роберта Анжуйского его братом святым Людовиком Тулузским» (1317). Святой в фас написан величественно, коленопреклонённый король в профиль кажется маленьким, однако человек изображён уже совершенно портретно реалистично.Подобные картины в стиле Симоне Мартини послужили прямым примером для художников северной готики.
Самый древний образец станкового портрета человека Нового времени, дошедший до наших дней (то есть симптом рождения нового жанра светского портрета), был выполнен именно в виде профильного портрета. Это изображение французского короля Иоанна II Доброго, написанное ок. 1360 г., как считается, Жираром Орлеанским (Лувр). По итальянской традиции фон золотой, изображение профильное и погрудное. Гращенков предполагает, что появление во франко-бургундском портрете XV века профильных полуфигурных композиций, куда уже включаются руки, может быть объяснено использованием мотивов из миниатюр того времени со сценами придворной жизни. В число таких произведений входят работы братьев Лимбург (в первую очередь их Великолепный часослов, 1413-16) и миниатюры работы Мастера Бусико (1412, Женева). Характерный пример такой тенденции — миниатюры с изображением подношения иллюминированных манускриптов художником или заказчиком королю или другому покровителю, а также сцены молитв и церковных служб.

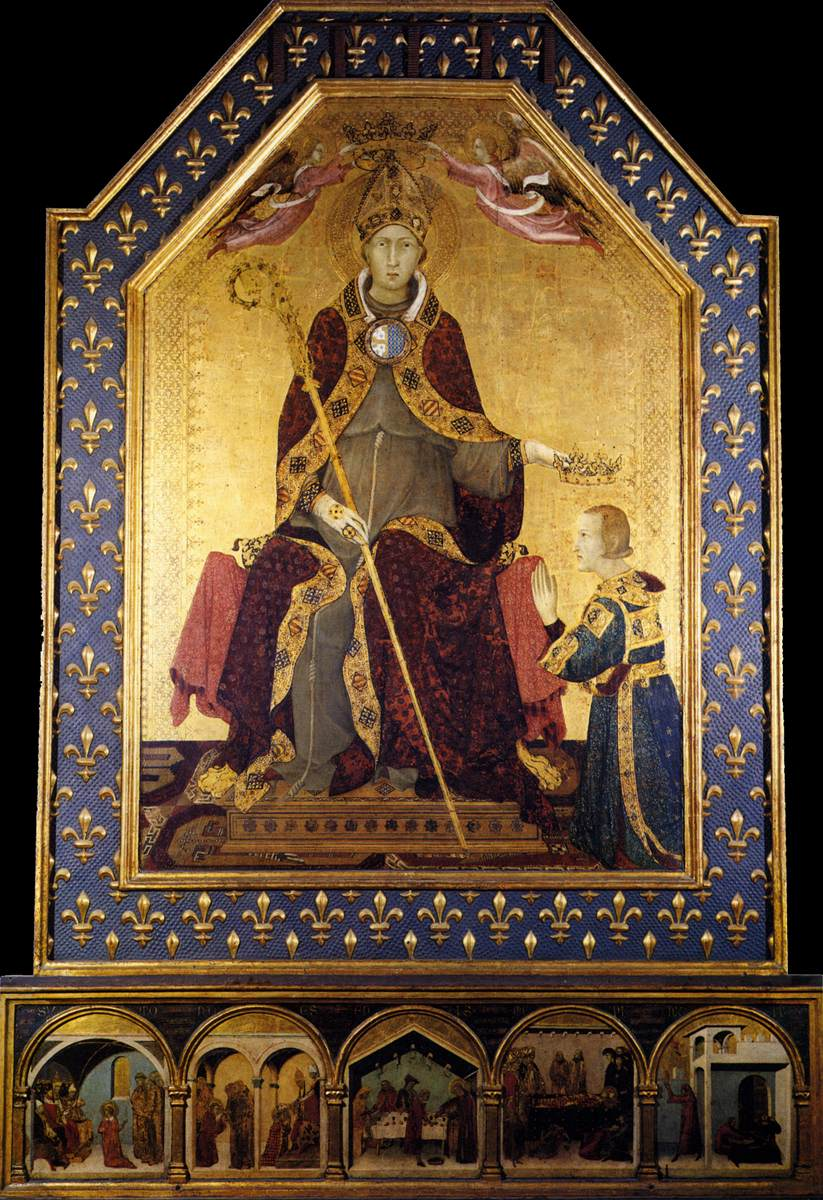
Симоне Мартини. «Коронование Роберта Анжуйского святым Людовиком Тулузским» (1317)
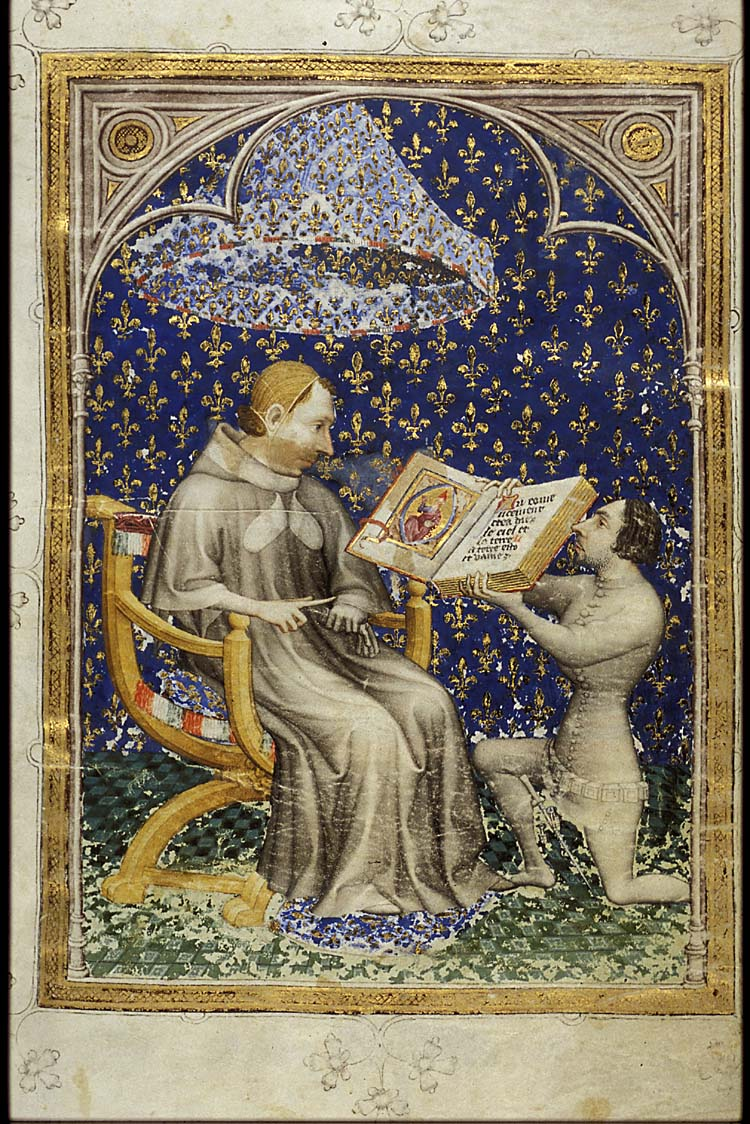
Жан де Вадетар преподносит книгу Карлу V. Миниатюра из Библии Жана де Вадетара. (1372)
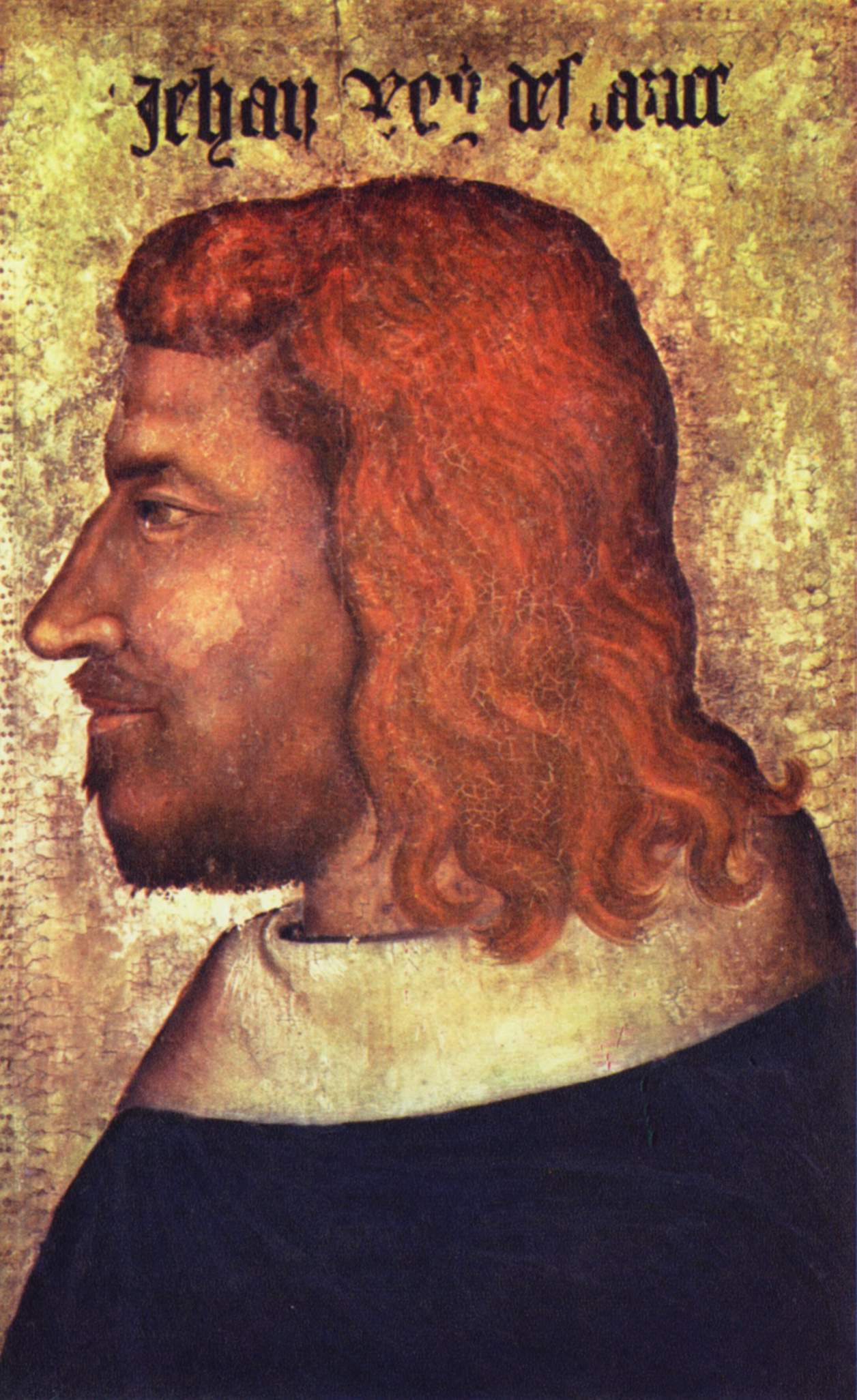
Неизвестный художник. «Портрет короля Иоанна Доброго», ок. 1349. Самый древний из сохранившихся станковых портретов
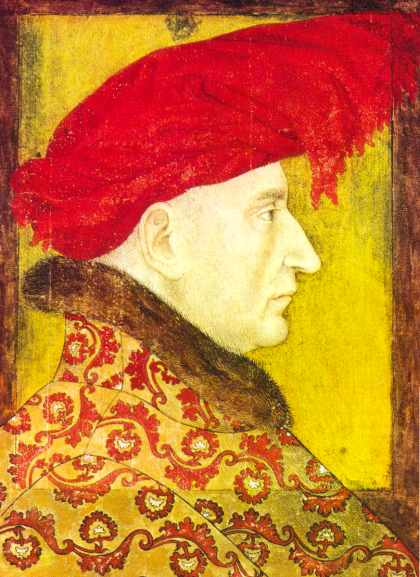
Бартелеми д’Эйк (?). Портрет Людовика II Анжуйского (ок. 1412-15)

### Ренессанс
Ренессансные гуманисты активно изучают античные монеты, медали, рельефы и камеи, используя их в качестве образца для подражания.
Основным типом портрета в Италии начала XV века пока остаётся профильный, основы которого были заложены донаторским портретом средневековья. Но старые традиции профиля (проторенессансная и готическая) обновляются и переосмысливаются под влиянием классицизирующего идеала, а также приобретают более сильные реалистические черты. Становление станкового портрета совпадает с рождением в Северной Италии нового типа — портретной медали. Медальерное искусство является плодом классических идеалов раннего гуманизма а его эстетика связана с эстетикой профильного живописного портрета.
Привычные изображения профилей правителей на монетах Средневековья вообще отсутствуют — возрождение профильного монетного изображения в Западной Европе связывается с монетой, вычеканенной Маттео де Пасти для Сиджизмондо Малатеста для города Брешиа уже только около 1420 года. Это было началом отхода от средневековой традиции воспроизведения при чеканке символического образа властителя и, как следствие, перехода к изображению конкретного лица. Позже в обилии подобные медали стал чеканить Пизанелло, также много работавший и в живописи. Таким образом, античная традиция профилей правителей на монетах и медалях была реанимирована.

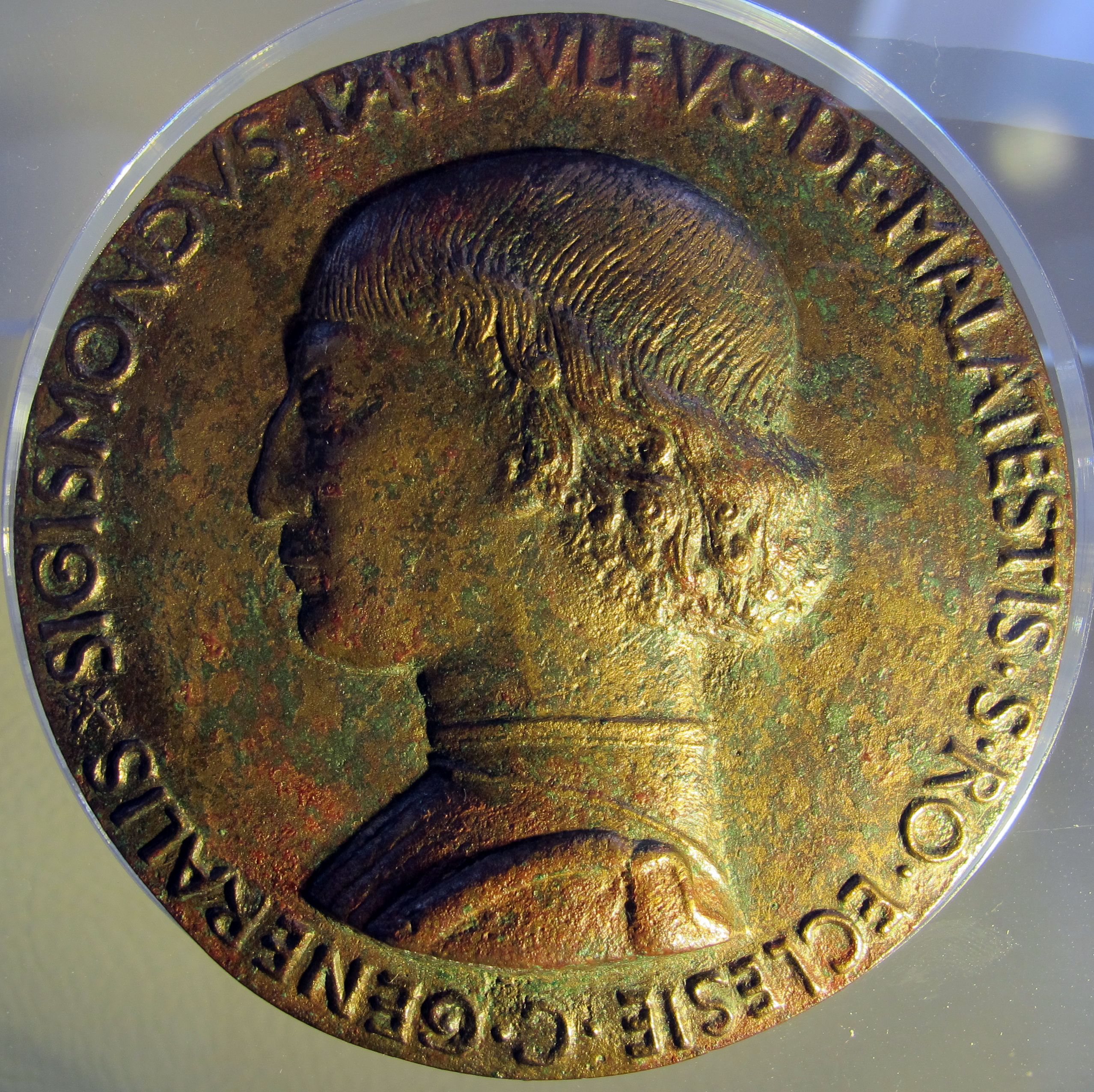
Маттео де Пасти. «Медаль Сиджизмондо Малатеста» (1420)
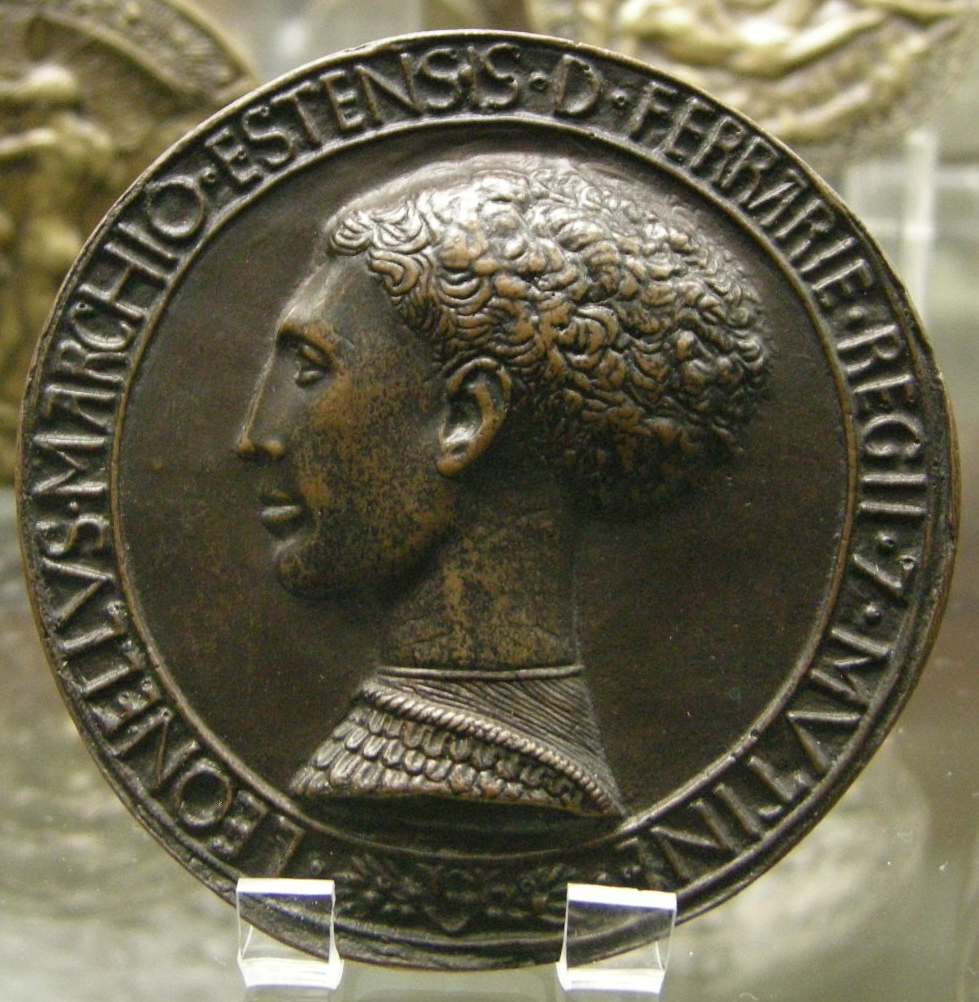
Пизанелло. «Медаль Лионелло д’Эсте» (1440-е)
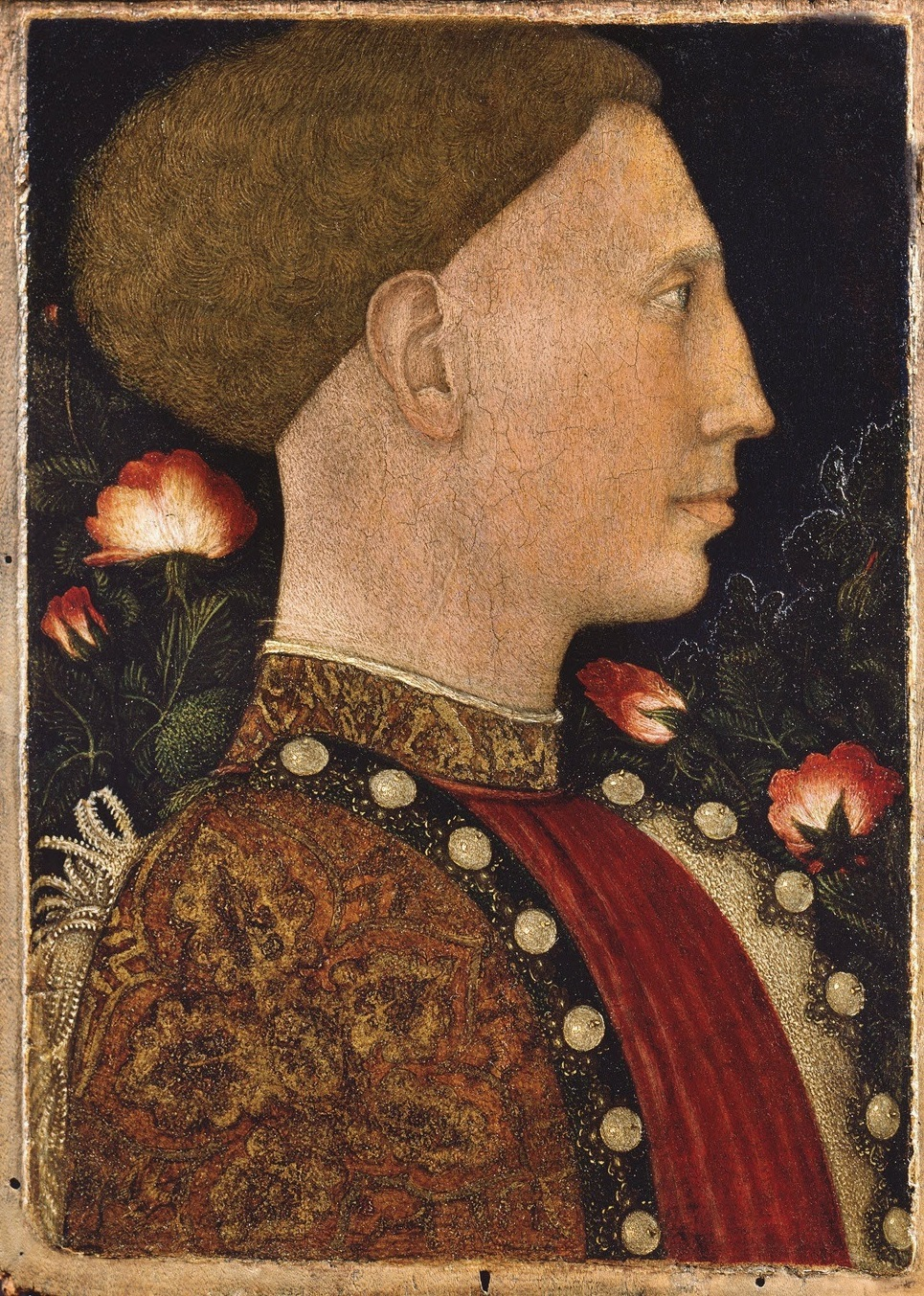
Пизанелло. «Портрет Лионелло д’Эсте» (1441)
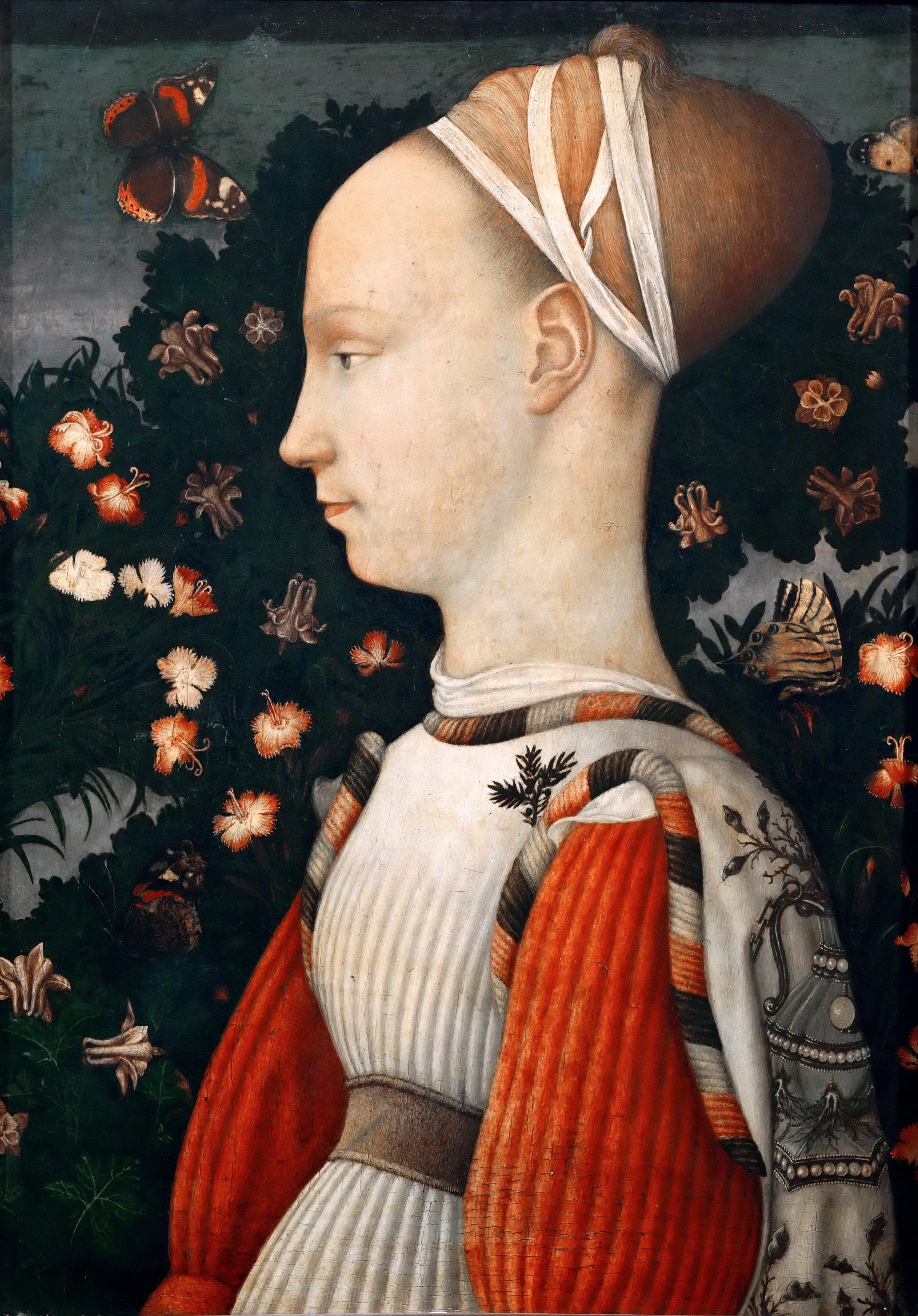
Пизанелло. «Портрет Джиневры д'Эсте» (1435-1449)
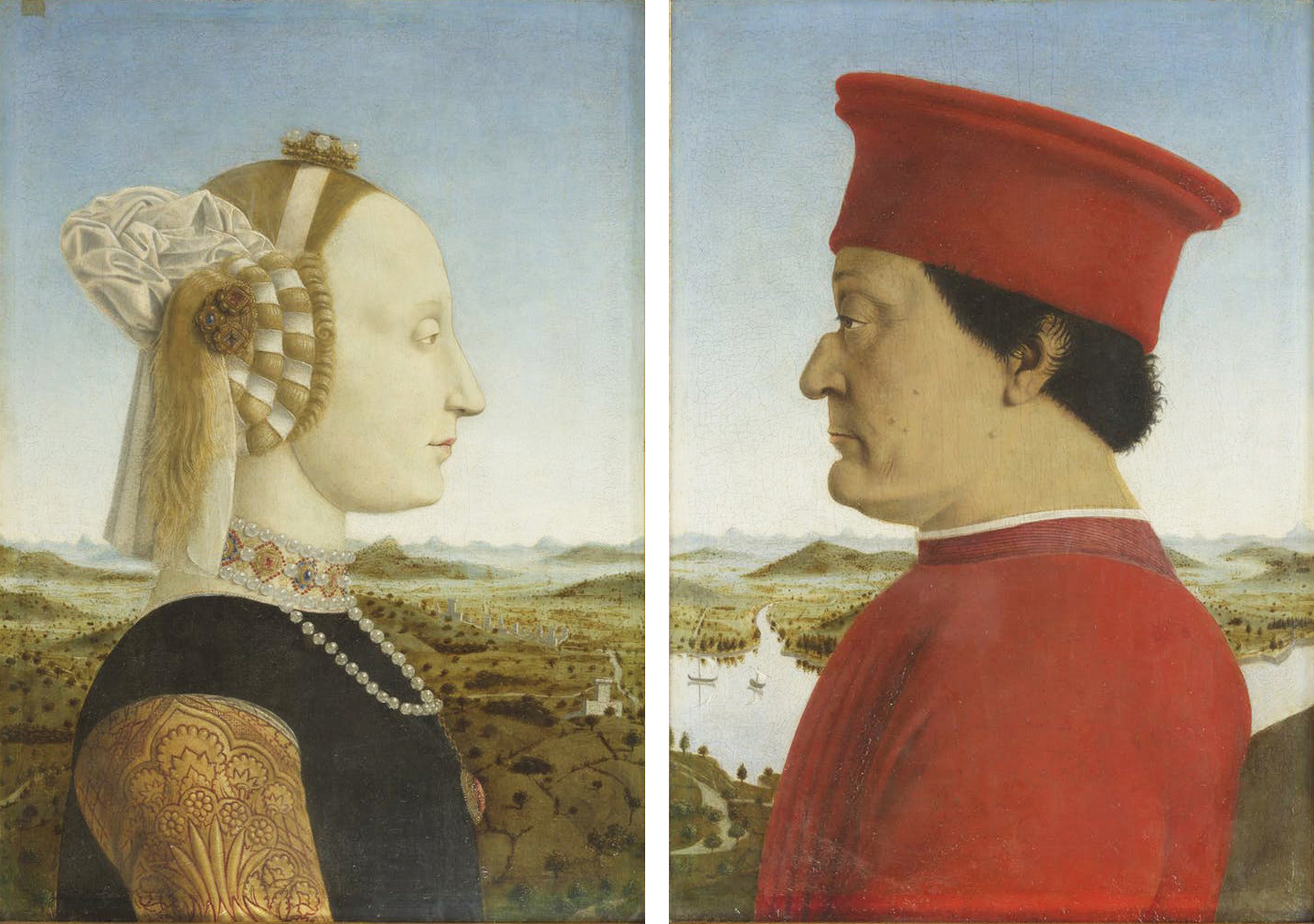
Пьеро делла Франческа. «Урбинский диптих» (1465—72)

Сложение автономного станкового портрета в итальянской живописи XV века протекало так: в 1-й половине столетия безраздельно господствует профильный погрудный портрет, тяготеющий к плоскости; индивидуальность облика передаётся в самых характерных чертах лаконичным рисунком и обобщённой светотеневой моделировкой. Сходство в таких портретах возникает в зависимости от стиля самого мастера, но всё равно все эти портреты ориентировались на некий идеальный прототип, и сквозь эту типическую художественную формулу нового идеала человека проступает индивидуальное и личное. А в середине XV века намечается тенденция к жизненной конкретизации, нейтральный фон часто меняется на интерьер или пейзаж, композиция становится более развёрнутой в пространстве.
Чтобы «развернуть» позирующего анфас и в три четверти, (написав их также, как ранее Христа и святых в сакральных картинах), потребовалось определённое время и умственное усилие. Т. н. Выход из профиля в фас является композиционным симптомом становления жанра европейского портрета в эпоху раннего Возрождения. Первым портретом в фас (то есть подобным лику Христову) считается Автопортрет Дюрера (1500), воспринимавшийся сначала как эпатажный.
Если профиль тяготеет к плоскости, то в новом композиционном повороте можно трактовать объёмно голову и плечи, словно в реальном пространстве, что ведёт к большей жизненности. Взамен одноплановости в профиле в новой композиционной формуле открылась свобода выбора такой точки зрения на модель, которая полнее раскрывает личность портретируемого и идеал, который хотел воплотить художник. Появилась возможность передать живой взгляд: смотрящий в упор на зрителя или скользящий мимо, позволяющий передать характер и чувства.

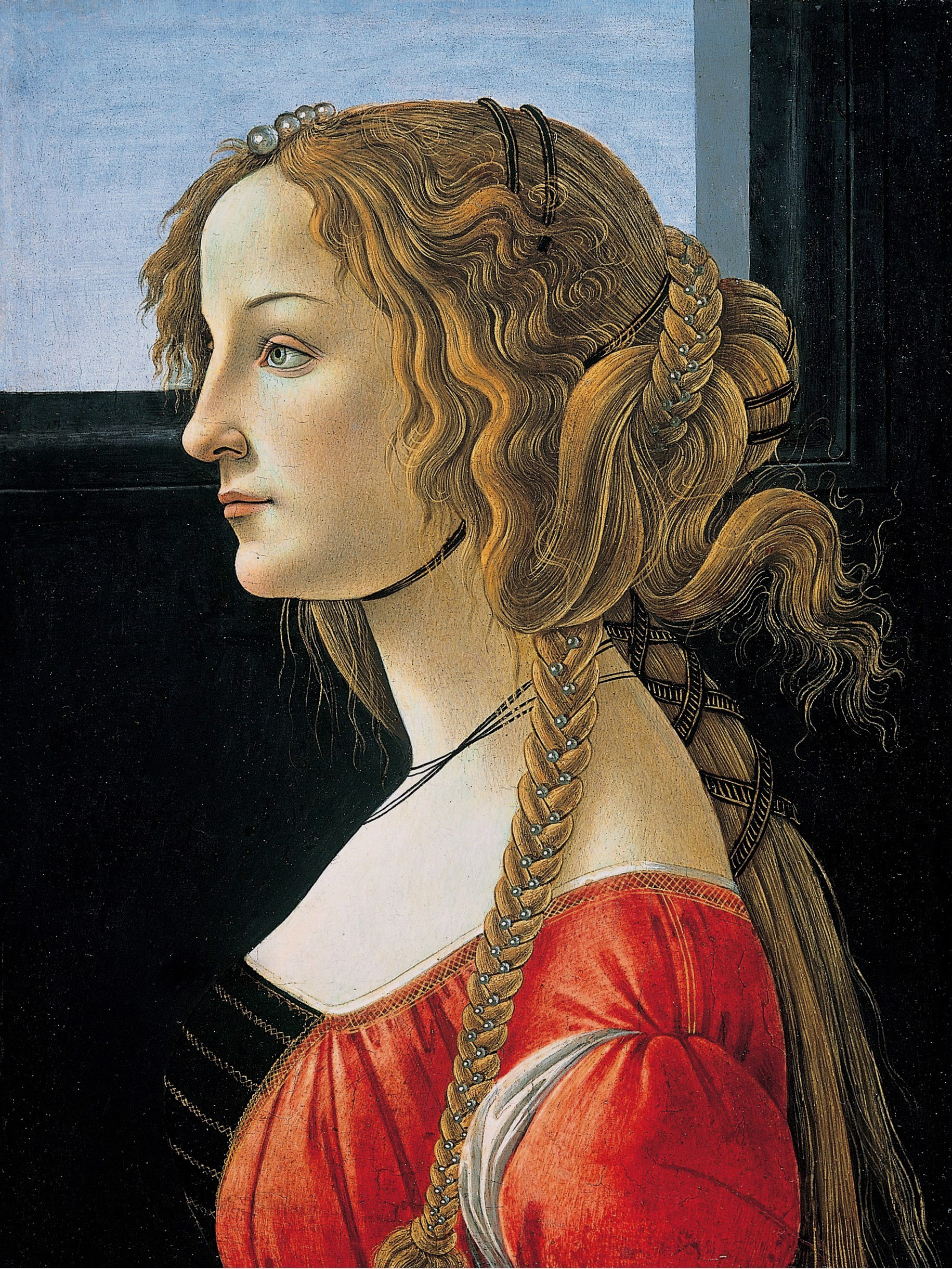
Сандро Боттичелли. «Портрет Симонетты Веспуччи» (1476-1480)
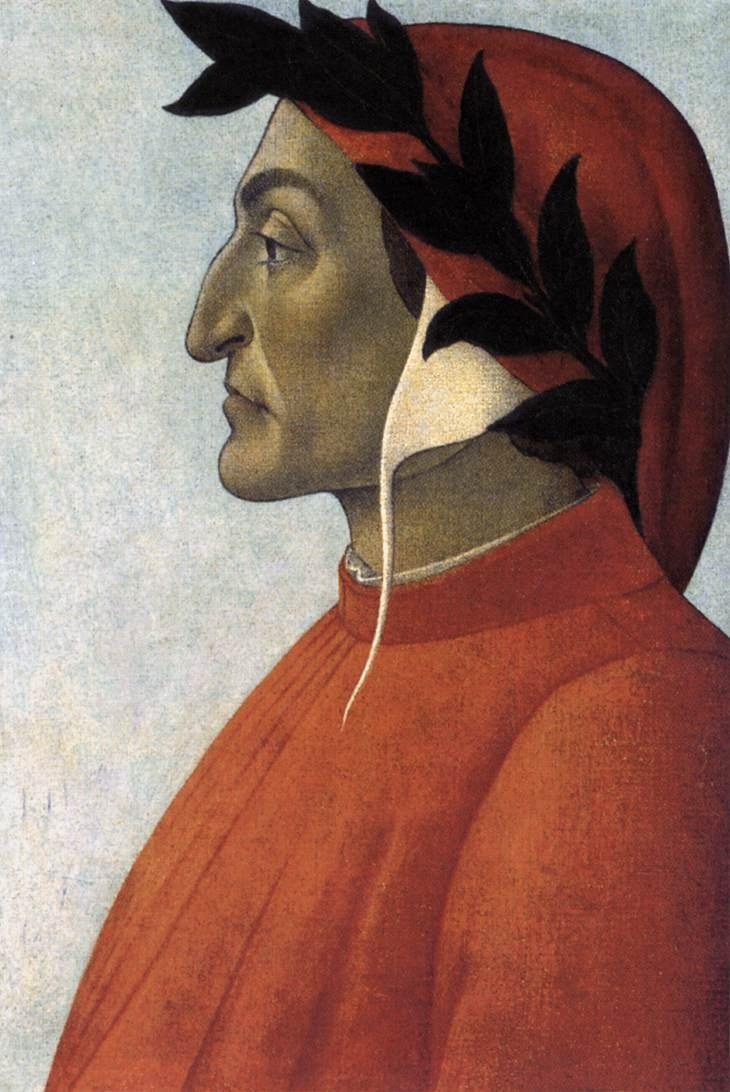
Сандро Боттичелли. «Портрет Данте»
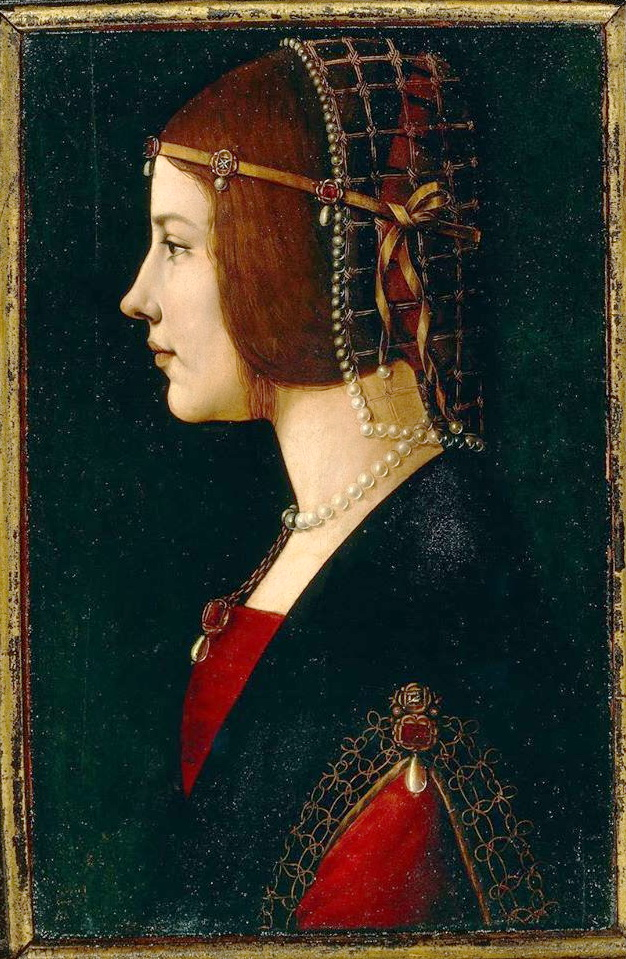
Амброджио де Предис. «Портрет Беатриче д’Эсте» (ок. 1490)
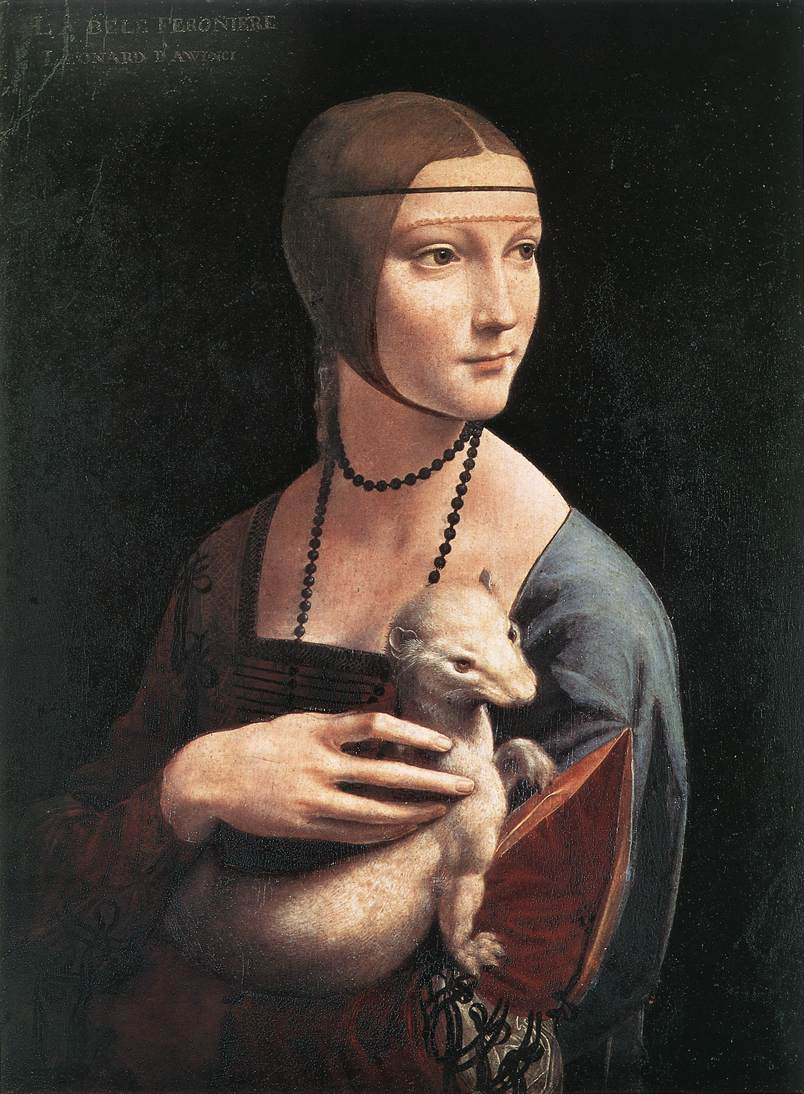
Леонардо да Винчи. Трёхчетвертной портрет «Дама с горностаем» (1489–1490 гг.)

### Новое время
В последующие художественные эпохи профильные портреты кажутся уже «старомодными». Используются они в основном в тех случаях, когда этот мемориальный оттенок не мешает — в случае изображений монархов, а также в надгробиях, гравюрах, памятных миниатюрах. Профили выполнялись в самых разных техниках.

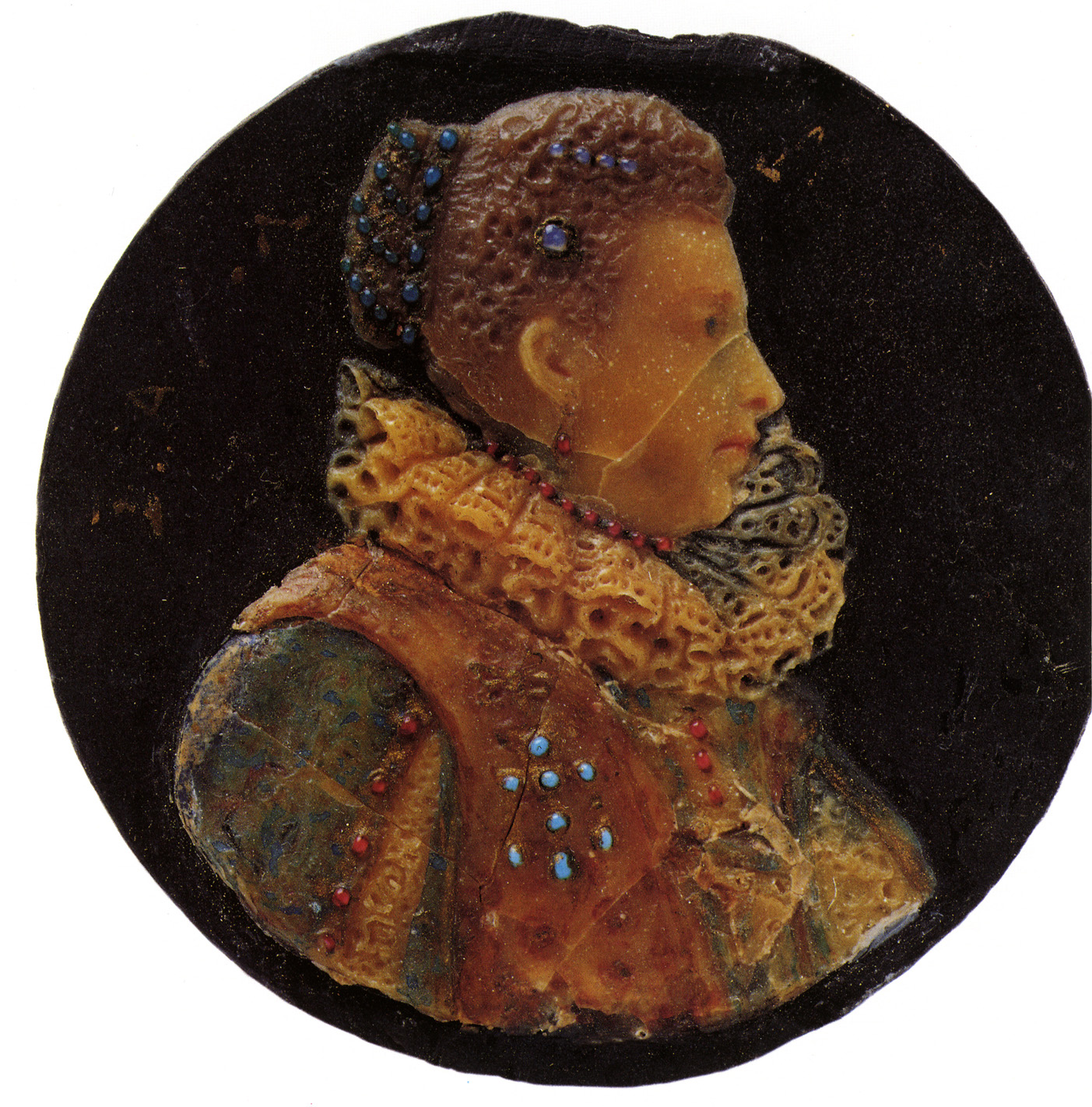
Портрет Анны Тирольской из раскрашенного воска (1618)
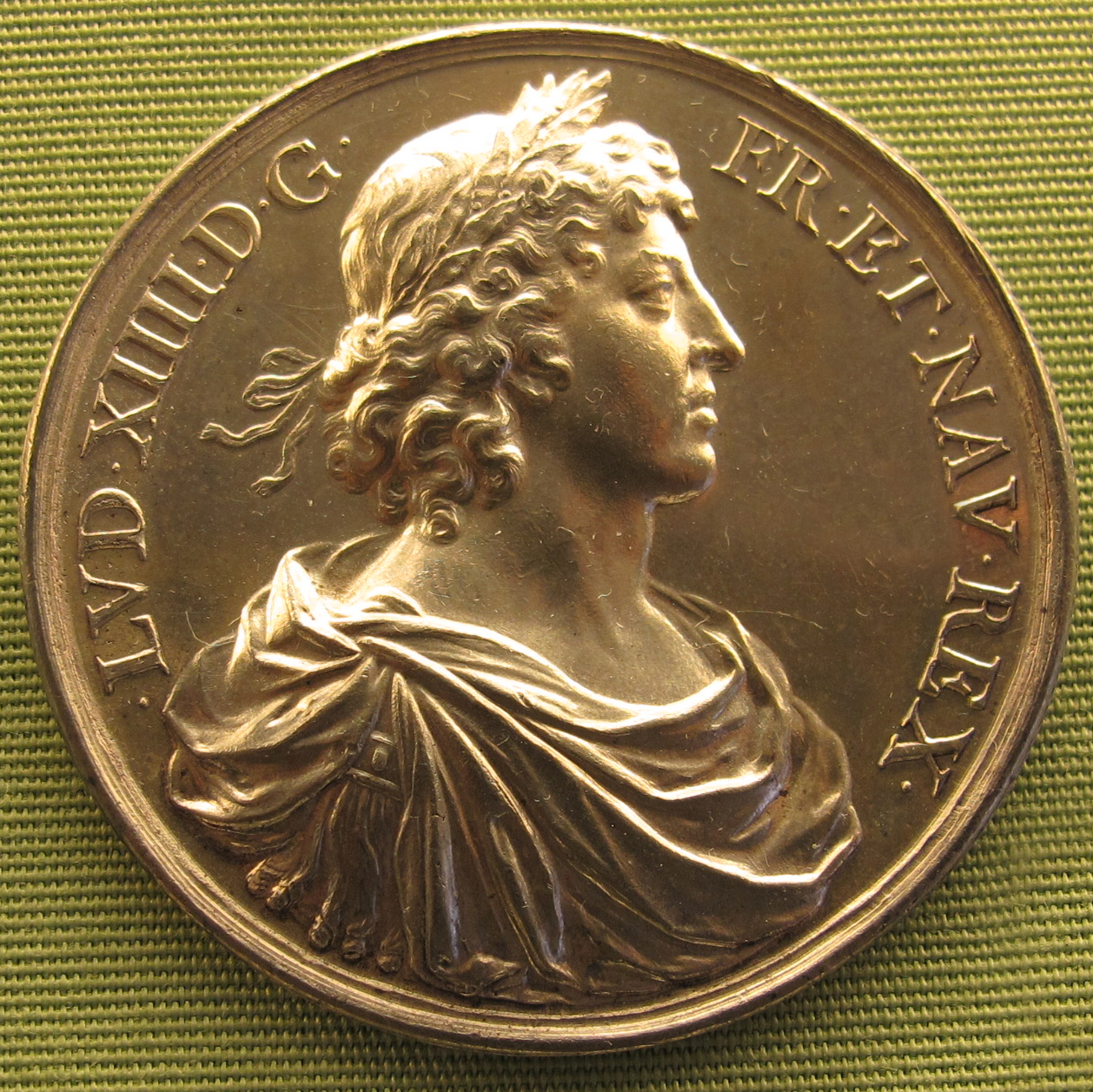
Медаль Людовика XIV (1660 год)
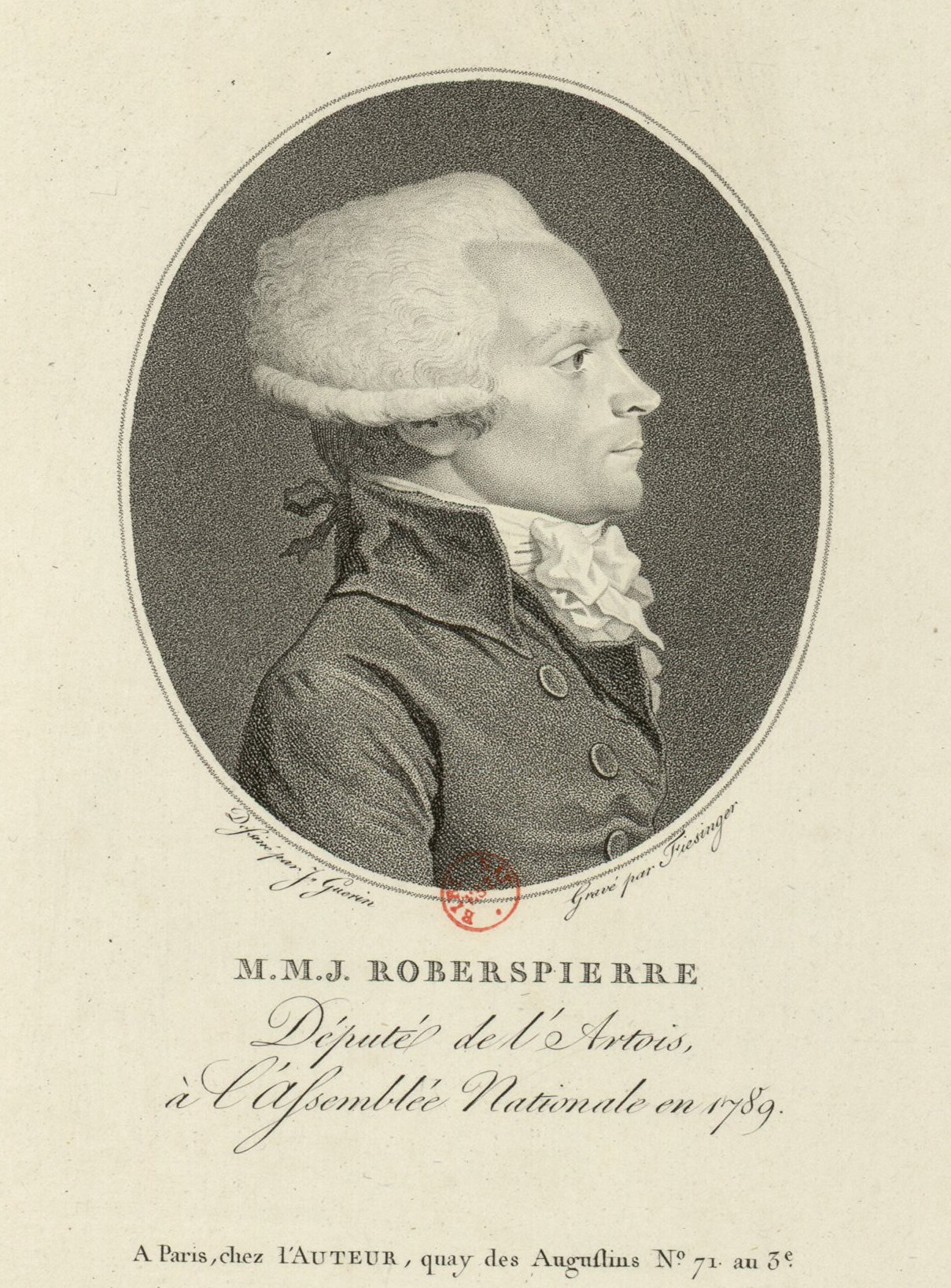
Гравированный портрет Робеспьера (1789)
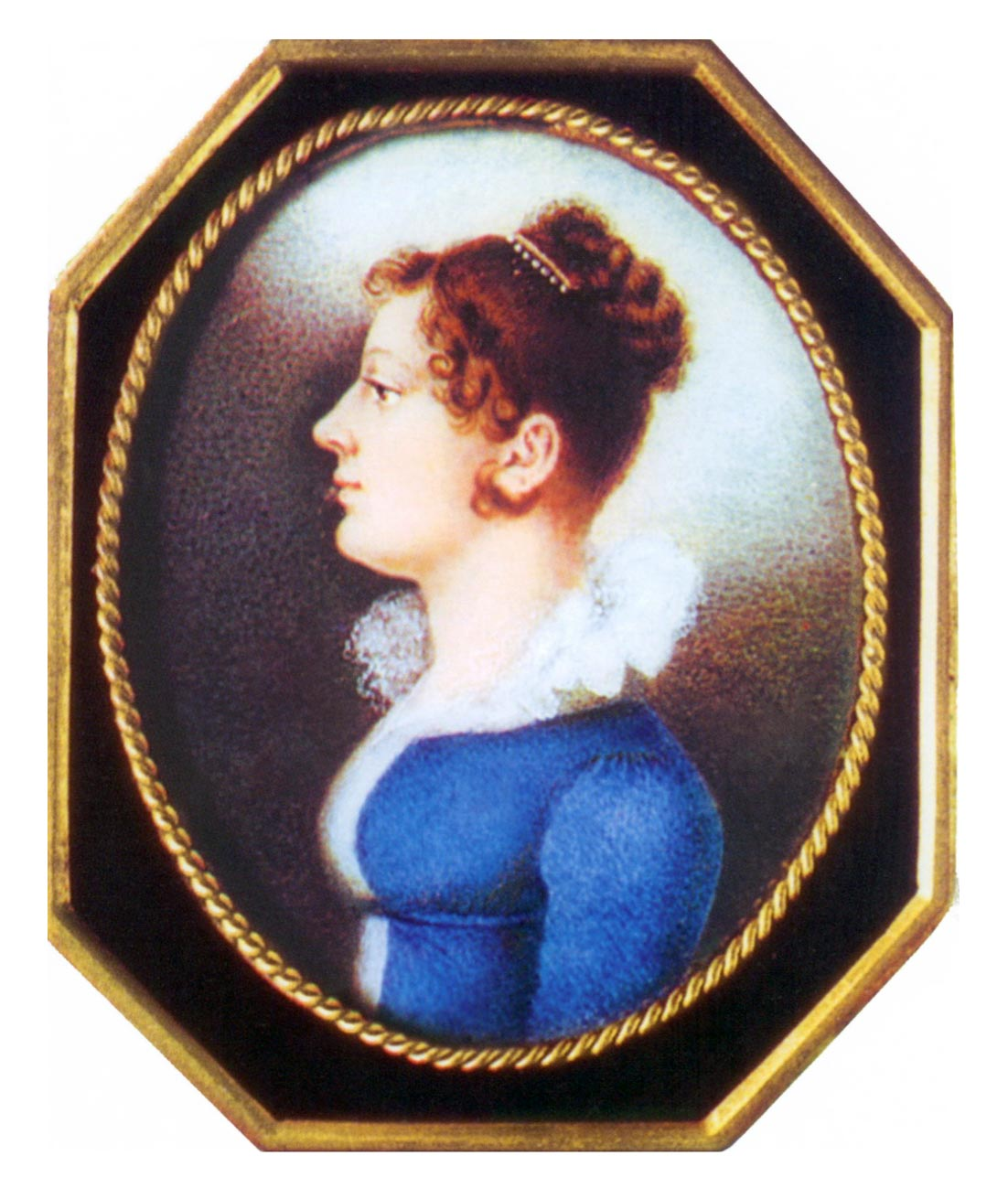
Портрет Софьи Потоцкой, миниатюра на кости (1817)
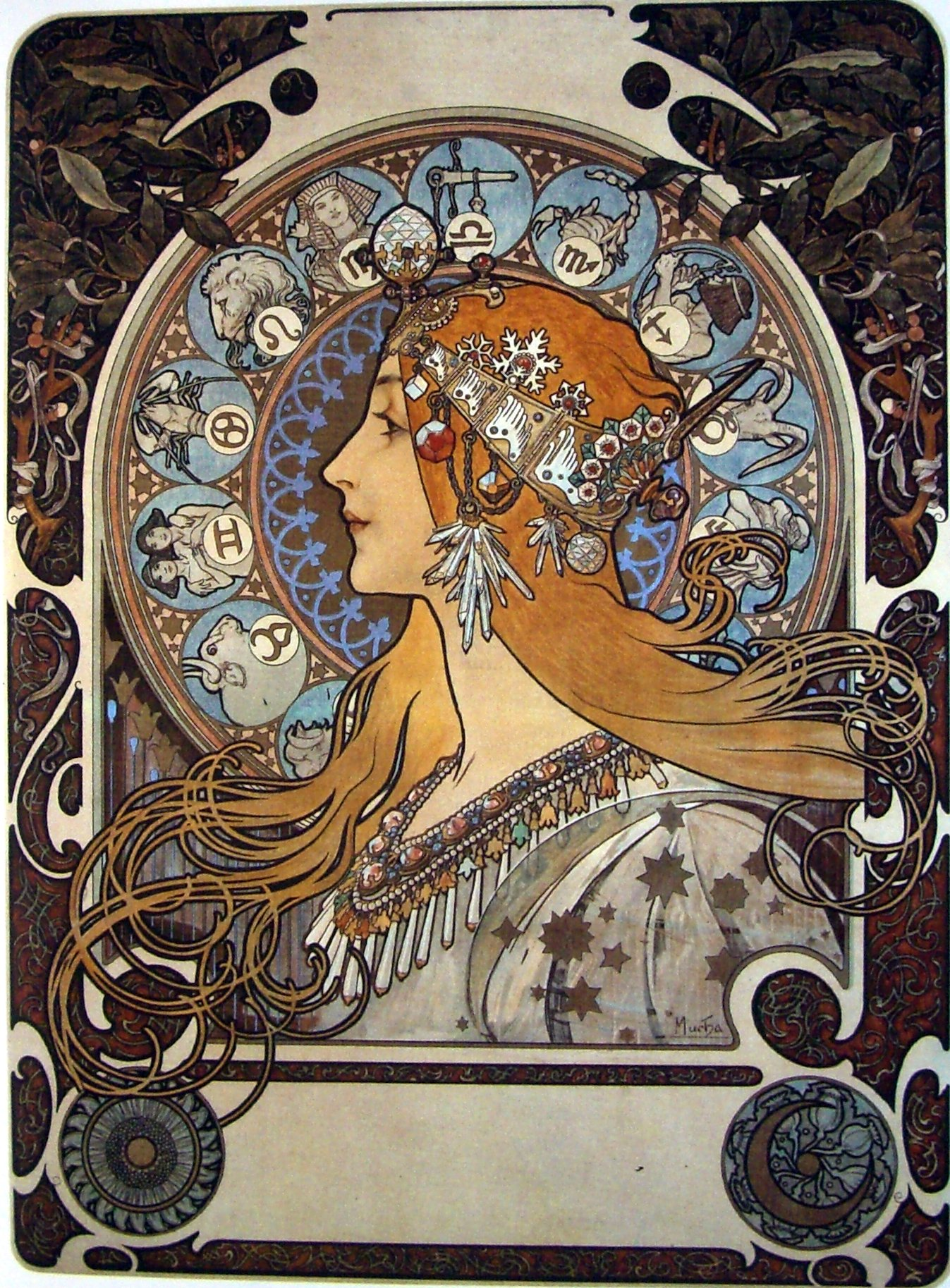
Зодиак (календарь Мухи) (1896—1897)
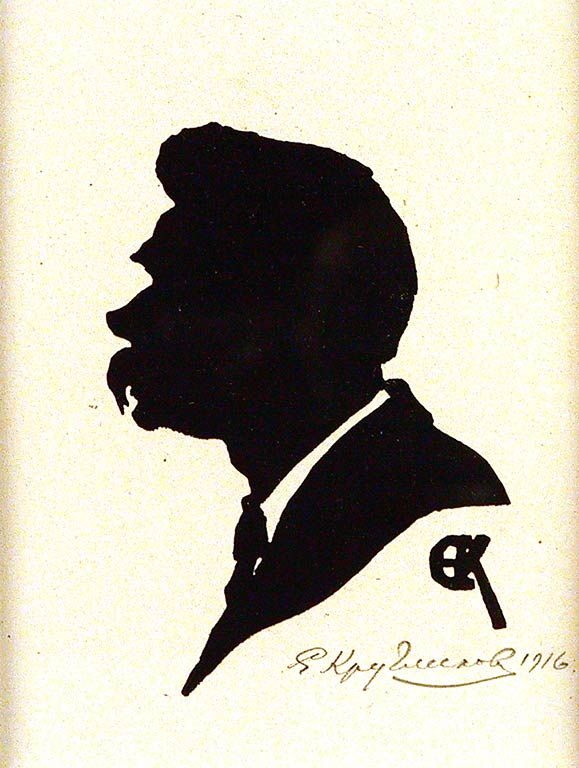
Портрет Максима Горького работы Е. Кругликовой в технике силуэта (1916)
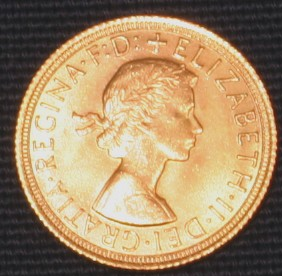
Соверен с профилем королевы английской Елизаветы II (XX век)

### Россия
В русском искусстве профильный портрет использовался намного реже, чем в западноевропейском искусстве, оставаясь, в основном, прерогативой императорской семьи. Профильные изображения в живописном станковом портрете других лиц встречались крайне редко — хотя употреблялись в миниатюре и гравюре.
«Ограниченность его распространения в России объясняется несколько иными истоками портрета и спецификой национальной идеологии, восходящей к временам запрета на профильное изображение положительных персонажей». А. А. Карев указывает, что на Руси «на профиле лежала печать неблагочестивого изображения отвергнутого от Бога лица». Однако реабилитация античности в петровские времена резко поменяла оценку этого ракурса. Царский профиль попадает на монету и медаль, получив очень высокий статус. Стали заметны и его принципиально мемориальные качества.

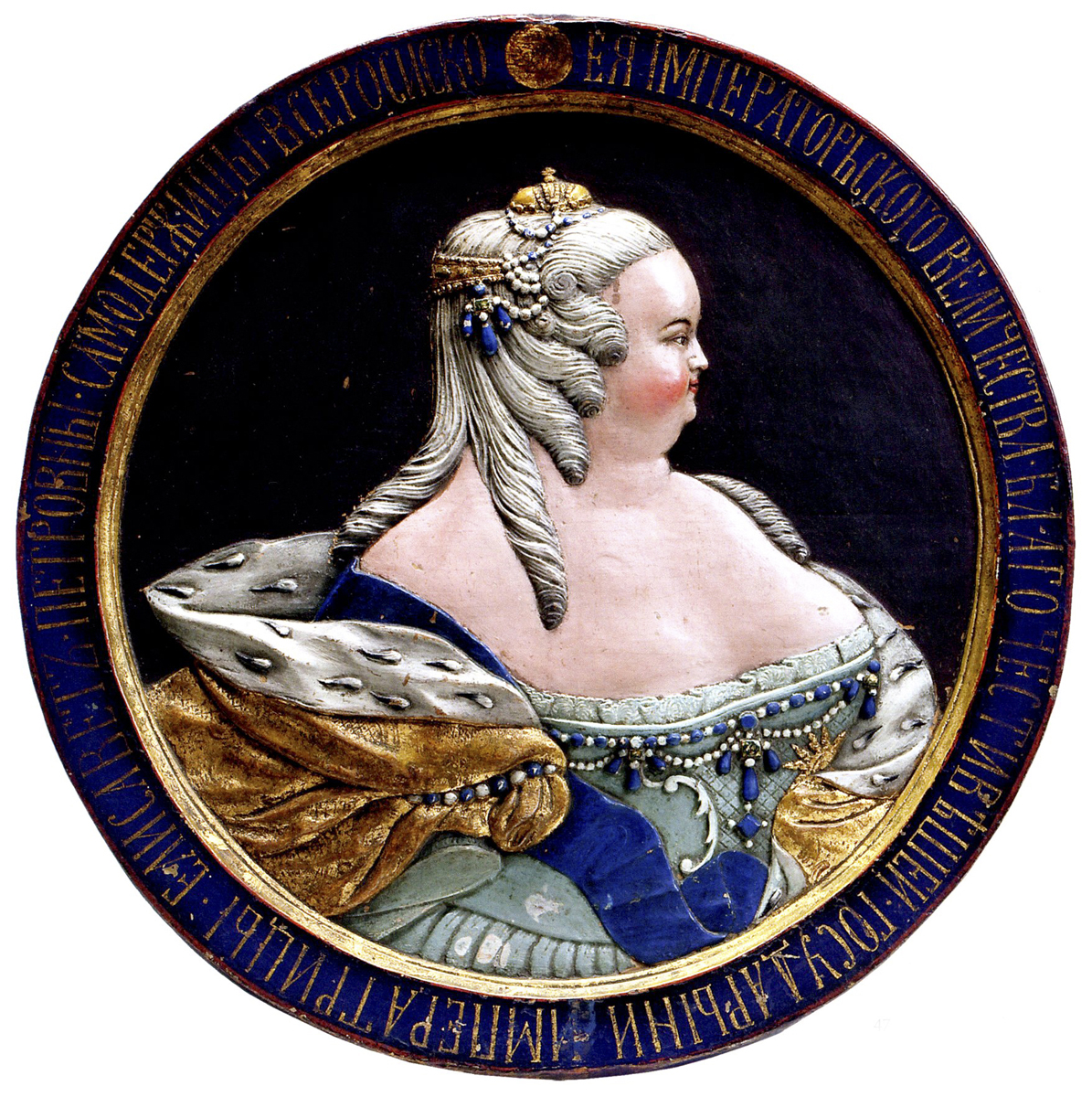
Растрелли. Портрет Елизаветы Петровны, раскрашенный рельеф
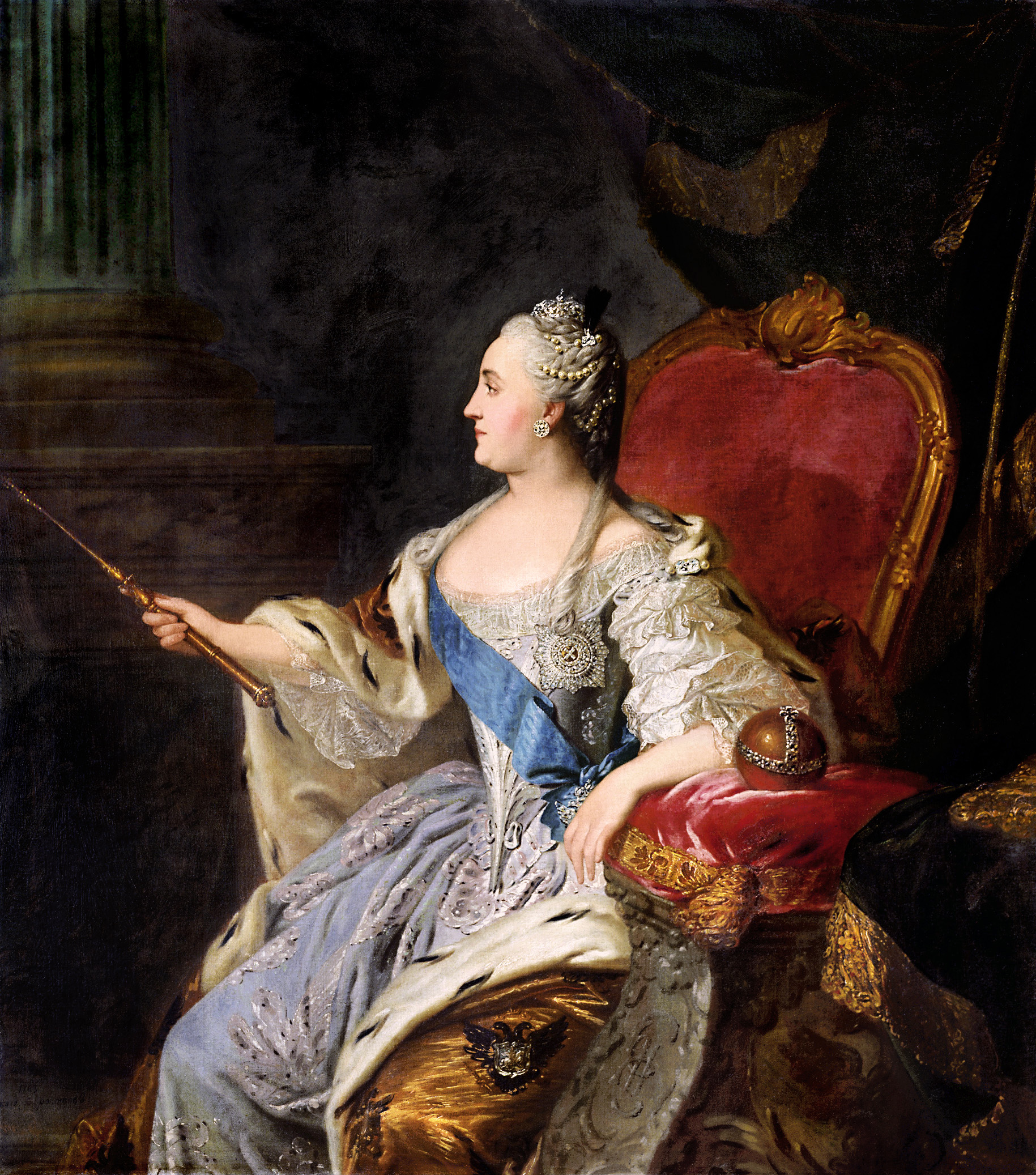
Рокотов. Портрет Екатерины Великой, масло на холсте
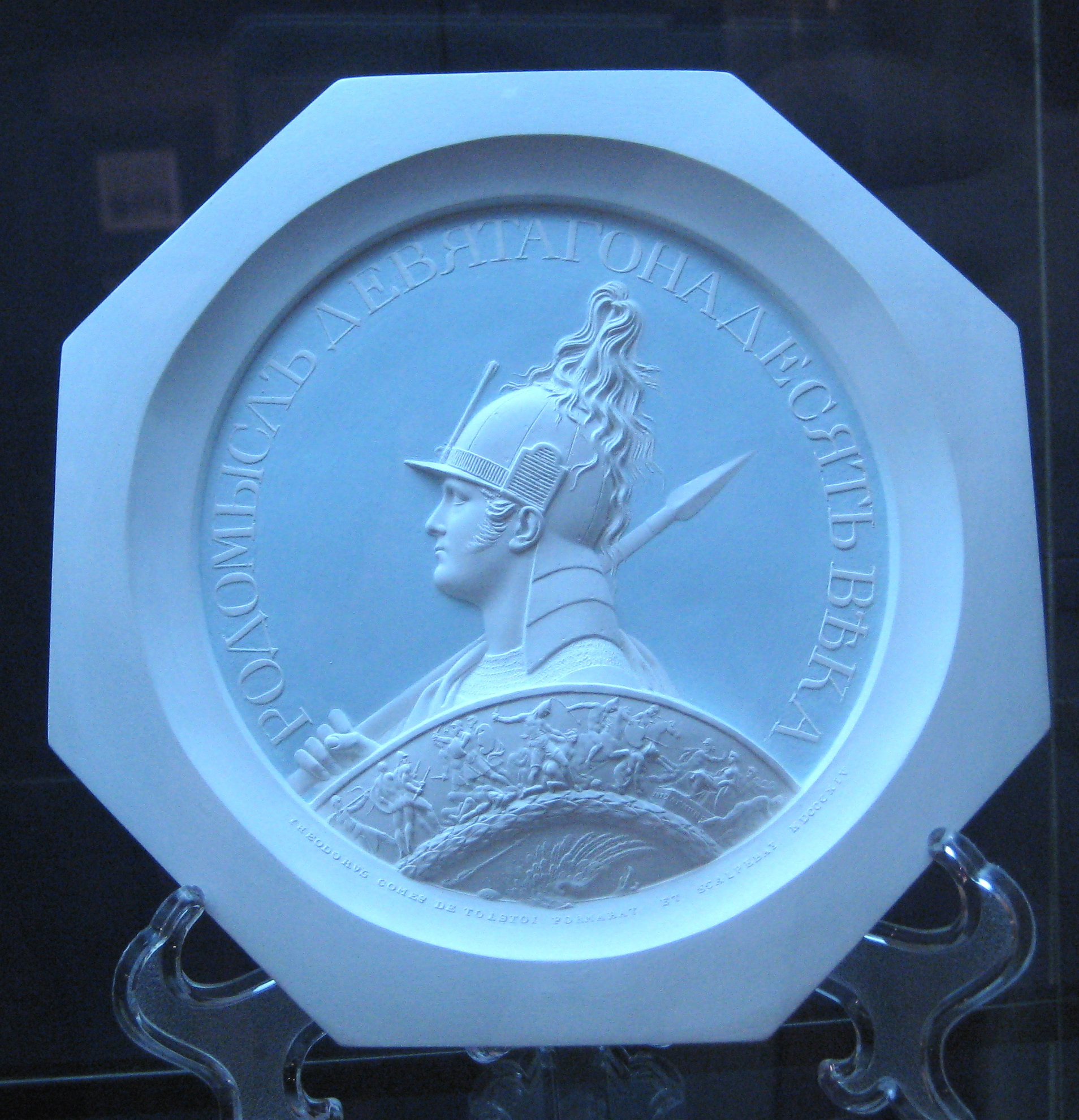
Медальоны Фёдора Толстого. Александр I  в образе Родомысла, гипс
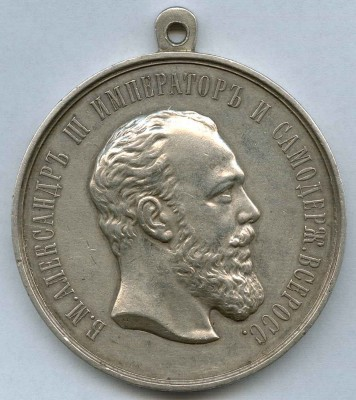
Серебряная медаль за усердие с портретом Александра III

В Советское время принципы профильного портрета продолжали использоваться в агитационном искусстве.
…И наколка времён культа личности

Засинеет на левой груди. (…)

А на левой груди — профиль Сталина,

А на правой — Маринка анфас.

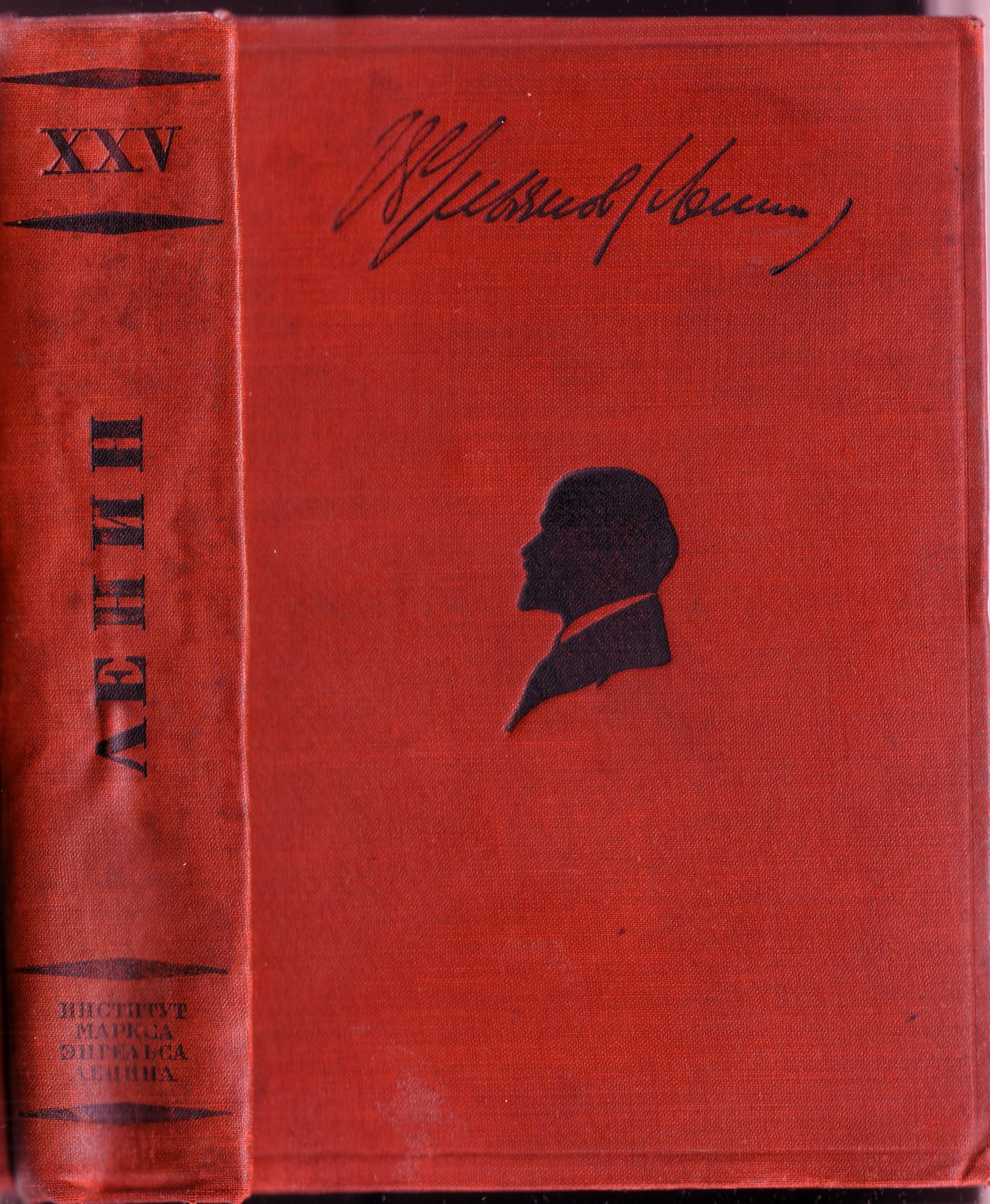
Ленин. Полное собрание сочинений
Эмблема пионеров
«Литературная газета» украшена профилями Пушкина и Горького

## В литературе
- О. Генри. «Волшебный профиль» — рассказ о девушке с судьбоносным лицом
- Британка Марго Асквит, обладавшая своеобразным породистым лицом, шутила: «У меня нет лица — только два профиля, сложенные вместе»